# 湾岸戦争
湾岸戦争（わんがんせんそう、英語: Gulf War、アラビア語: حرب الخليج الثانية）は、1990年8月2日にイラクが隣国クウェートに侵攻した（クウェート侵攻）事件を発端とし、侵攻後もクウェートから撤退しないイラクに対する強制措置として、アメリカ合衆国主導で結成された多国籍軍とイラクの間で勃発した戦争である。
イラクに対する経済制裁が行われ、増援による軍事的圧力も加えられたがイラクは撤退せず、多国籍軍は砂漠の嵐作戦を発動してイラクへの空爆を開始した。続いて地上戦も行われ、多国籍軍の勝利によってイラク軍は撤退、クウェートは解放され停戦協定が締結された。

## 概要
イラクは、イラン・イラク戦争を通じて軍備を増強し、ペルシア湾岸の一大軍事国家として台頭した。一方で戦費調達のため多額の債務を負ったうえに、折からの原油価格の下落により石油収入が低下したため経済的に苦境に陥っていた。この原油価格下落はクウェート及びアラブ首長国連邦が石油輸出国機構（OPEC）の国別生産枠を超えて原油を過剰に生産したことによって引き起こされたものであるとして、イラクは両国を非難した。一方、クウェートは戦争中のイラクに対し多額の融資を行っていたが、終戦後にその返済を要請したところ、当時のイラクのサッダーム・フセイン大統領は、これはアメリカ合衆国やイスラエルがイラクを陥れようとする陰謀の一環であると考えて、対決姿勢を強めていった。
1990年8月2日、イラク共和国防衛隊はクウェートへ侵攻した。約6時間で同国全土を制圧・占領して傀儡政権であるクウェート共和国を擁立し、8月8日にはクウェートのイラクへの併合を発表した。これに対し、諸外国は第二次世界大戦後初となる、一致結束した事態解決への努力を始めた。国際連合安全保障理事会は、侵攻同日のうちにイラクに対して即時撤退を求めるとともに、11月29日に武力行使容認決議である決議678を米ソが一致して可決し、マルタ会談とともに冷戦の終わりを象徴する出来事になった。翌1991年1月17日にアメリカのジョージ・H・W・ブッシュ大統領はアメリカ軍部隊をサウジアラビアへ展開し、同地域への自国軍派遣を他国へも呼びかけた。諸国の政府はこれに応じ、いわゆる「多国籍軍」が構成された。これは、第二次世界大戦以来の連合であった。
多国籍軍ではアメリカ軍が主力をなしていたが、他にもイギリスやフランスなどの西側ヨーロッパ諸国のみならず、イスラム世界の盟主サウジアラビアを始めとする湾岸諸国（湾岸協力会議）やアラブ連盟の盟主エジプトといった親米アラブ諸国、更に比較的中立的な立場のカタールやイラクと同じバアス党政権で東側諸国の一員であるシリアなども参加した。
ヨーロッパ諸国軍は、ノーマン・シュワルツコフ米陸軍大将が司令官を務めるアメリカ中央軍の指揮下に入った。一方、アラブ諸国軍はサウジアラビア軍の作戦統制下に入り、ハリード・ビン・スルタン中将を司令官としてアラブ合同軍を組織した。ただしアメリカの軍事能力は他国よりずば抜けて高かったため、面子等に留意しつつも軍事作戦に関しては全軍を実質的に統制していたとされる。
国際連合により認可された、アメリカ、イギリスをはじめとする34ヵ国からなる多国籍軍は、イラクへの攻撃態勢を整えていった。その後イラク政府に決議履行への意思が無い事を確認した多国籍軍は、国連憲章第42条に基づき、1991年1月17日にイラクへの攻撃を開始した。
イラクの大統領サッダーム・フセインは開戦に際し、この戦いを「すべての戦争の生みの親である」と言った。また呼称による混乱を避けるため、軍事行動における作戦名から「砂漠の嵐作戦」とも呼ばれるこの戦争は「第1次湾岸戦争」とも、また2003年のイラク戦争開始以前は「イラク戦争」とも称されていた。
クウェートの占領と併合を続けるイラク軍を対象とする戦争は、多国籍軍による空爆から始まり、これに続いて2月23日から地上部隊による進攻が始まった。多国籍軍はこれに圧倒的勝利をおさめ、クウェートを解放した。陸上戦開始から100時間後、多国籍軍は戦闘行動を停止し、停戦を宣言した。
空中戦及び地上戦はイラク、クウェート、及びサウジアラビア国境地域に限定されていたが、イラクはスカッドミサイルをサウジアラビア及びイスラエルに向け発射した。
戦費約600億ドルの内、約400億ドルはサウジアラビアから支払われた。

## 湾岸危機の勃発

### イラクの経済的苦境

イラク大統領サッダーム・フセイン

1989年11月、イラクのバグダードを訪問したクウェートのジャービル首長は、イラクに対してイラン・イラク戦争時の400億ドルの借款の返済を要請した。しかし当時のイラクは、アラブ世界以外の国からの負債に対する返済だけで、毎年の石油収入の約半分に達する状況であった。またアラブ世界からの負債も似たような状況であったが、イラクは同国こそがアラブ世界をイランから守る唯一の守護神であると考えていたことから、借款の返済どころか新たな援助さえも要求した。
8年間のイラン・イラク戦争を通じてイラク軍の規模は4倍となり、1988年夏の時点で、ペルシア湾岸の一大軍事国家となっていた。イラク陸軍だけでも湾岸協力会議（アラブ首長国連邦、バーレーン、クウェート、オマーン、カタール、サウジアラビア）諸国全ての陸軍よりも3倍強力であった。イラクのサッダーム・フセイン大統領は、自分には弱みがなく、湾岸地域のリーダーとして振舞えると確信していた。
しかしイラクの経済的苦境は歴然としていた。イラン・イラク戦争前は外貨準備高350億ドル以上を保有していたが、戦争によって800億ドル以上の負債を抱えるとともに、経済復興に2,300億ドル以上が必要な状況になってしまい、1988年のイラクの国内総生産（GDP）は380億ドルに過ぎなかった。しかもオイルショックを教訓とした世界的な省エネルギー化の流れと、クウェートなど他国の石油増産によって原油価格も下落した結果、石油収入は以前の50パーセントにまで低下していた。

### クウェートとの摩擦
1990年7月に入ると、原油価格は従来の1バレル当たり18ドル程度から12ドル程度にまで下落した。イラクはこの価格下落は、クウェート及びアラブ首長国連邦が石油輸出国機構の国別生産枠を超えて原油を過剰に生産したことによって引き起こされたものであるとして、両国を非難した。また、このような経済的苦境下でクウェートが借款の返済を要請してきたことについて、サッダーム・フセイン大統領はアメリカ合衆国やイスラエルの陰謀が背景にあると考えるようになっており、この陰謀論はイラク指導部の間で広く共有されていった。
7月10日の湾岸5か国石油相会議において1990年前半の生産枠の遵守が確認され、この問題も一段落着いたかとみられていたが、7月16日にはイラク外相ターリク・ミハイル・アズィーズがアラブ連盟事務総長のシャドリ・クリービーに対して、クウェートを非難する書簡を送付した。7月17日は1968年のクーデターでバアス党政権が成立した記念日であったが、この日の演説で、サッダーム・フセイン大統領は「クウェート等が石油の過剰生産をやめなければ武力を行使する」と述べた。OPEC総会を控えて、7月中旬頃からはクウェートとの国境地帯において軍部隊の集結が開始された。7月27日には、ジュネーヴで行われていたOPEC総会において、原油最低価格の引き上げや原油の減産などイラクの立場を配慮した形での妥協が成立したものの、既にこの程度の妥協ではフセイン大統領を納得させることができないほど、イラク・クウェート間の対立は厳しさを増していた。
これに対してエジプトとサウジアラビアが両国間の仲介を試み、7月31日にはサウジアラビアのジッダで両国間の会談が実現した。このジッダでの会談は、クウェートとしては今後長期にわたる交渉を実現する上での第一段階として位置づけていたのに対し、フセイン大統領にはそのように悠長に構えるつもりは全くなかった。この会談で、イラクはクウェートに対して負債の帳消しとともにブービヤーン島などの割譲を要求したが、クウェートはこれらの要求を拒絶した。この時、イラクは開戦を決意したとされる。

### クウェートへの侵攻
1990年8月2日午前1時（現地時間）、イラクの共和国防衛隊はクウェート国境を越えて侵攻を開始した。アメリカ国防情報局（DIA）は、偵察衛星からの画像によって早くからイラクの侵攻準備体制を把握していたが、アメリカでの軍事常識として本格侵攻に必要と考えられていた諸装備や兆候が欠けていたことから、DIAから報告を受けた統合参謀本部（JCS）および中央軍（CENTCOM）は、直前まで「クウェートとの交渉を有利に進めようとする恫喝の可能性が高い」と評価しており、本格侵攻であることを把握したときには既に対応困難となっていた。

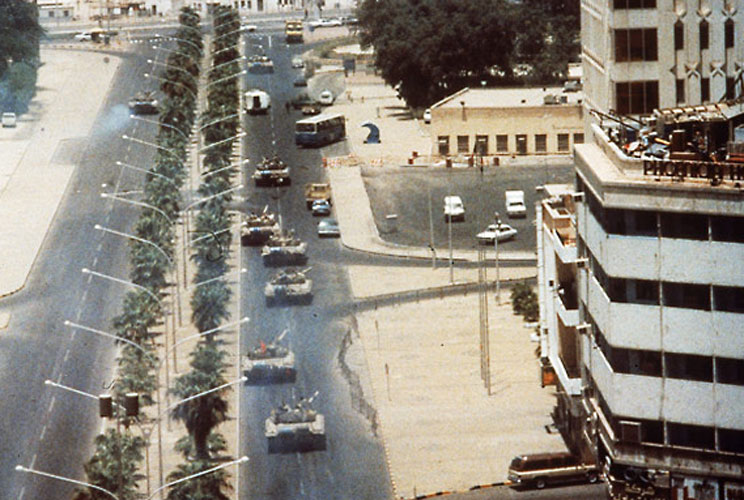
クウェート市内に侵攻したイラクの戦車

フセイン大統領はクウェート王族を確保してイラクへの併合を承諾させることを狙っており、侵攻開始30分後には特殊部隊がクウェート市に対してヘリボーン強襲を実施、また海からもコマンド部隊が王族を捕らえるための上陸作戦を行っていた。しかし首長のジャービル3世はサウジアラビアに亡命し、クウェート首長一族のほとんどは逃亡に成功した。首長の弟であるシェイク・ファハド・アル＝サバーハのみが宮殿に残っていたために殺害された。一方、クウェート軍の抵抗は弱体で、イラク侵攻部隊は早くも5時30分にはクウェート市へ突入、市内にいたコマンド部隊と合流した。主要なクウェート政府施設は5時間以内にイラク軍に確保され、翌朝までに全土の戦略拠点が占領された。
クウェート王族の拘束に失敗したイラク側は、クウェートとイラクの二重国籍を持ち、バアス党員であるとともにクウェート陸軍の初級幹部でもあったアラー・フセイン・アリーを大佐に昇進させるとともに、彼を首相とする「クウェート暫定革命政府」を成立させ、その要請により介入したと報じた。8月7日には、クウェート暫定政府はクウェート共和国へと名前を変えたが、翌日にはイラクに併合された。

## 国際社会の初期対応

### 多国籍軍の結成

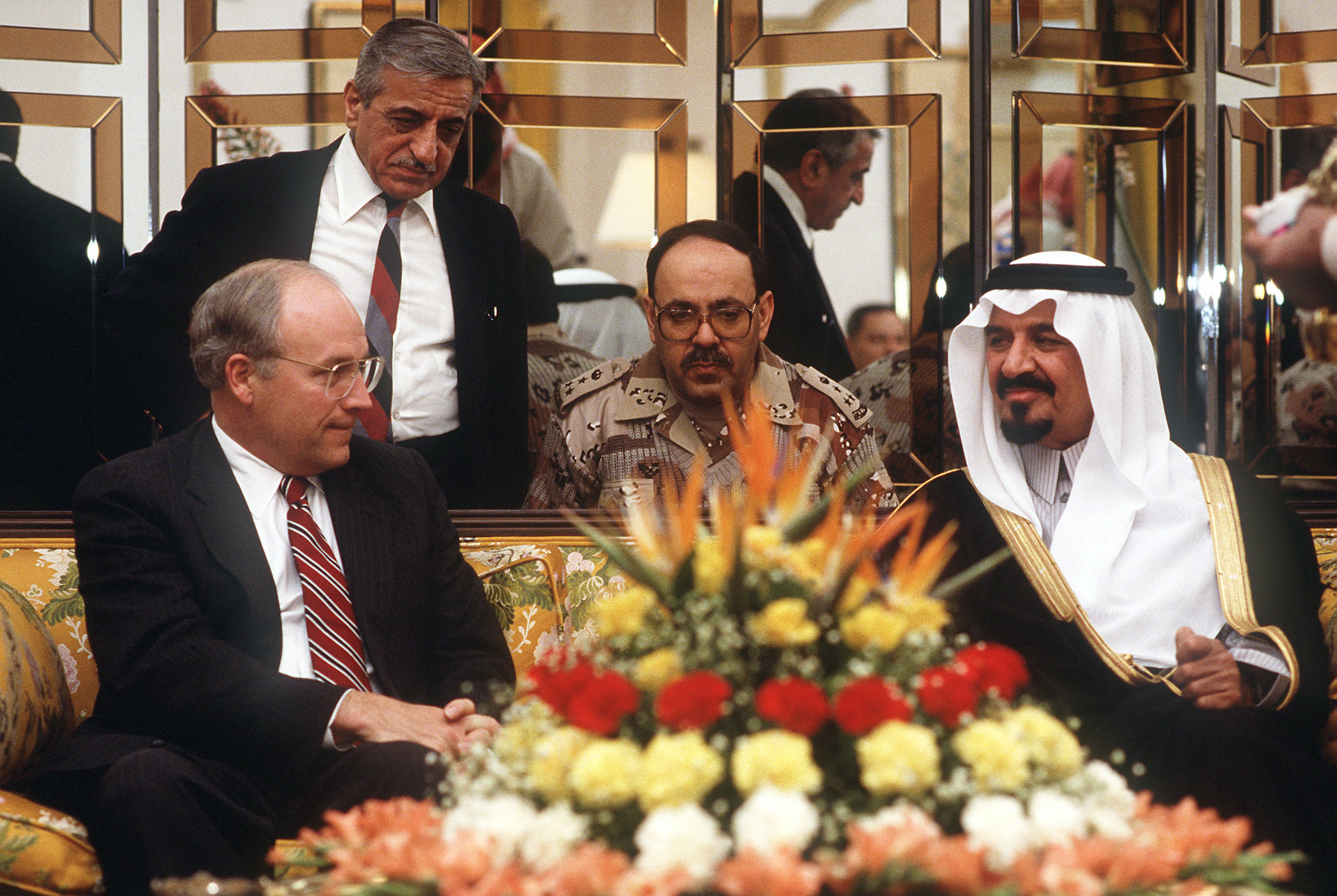
サウジアラビア国防相スルターン・ビン・アブドゥル＝アズイーズと会談するアメリカ国防長官ディック・チェイニー

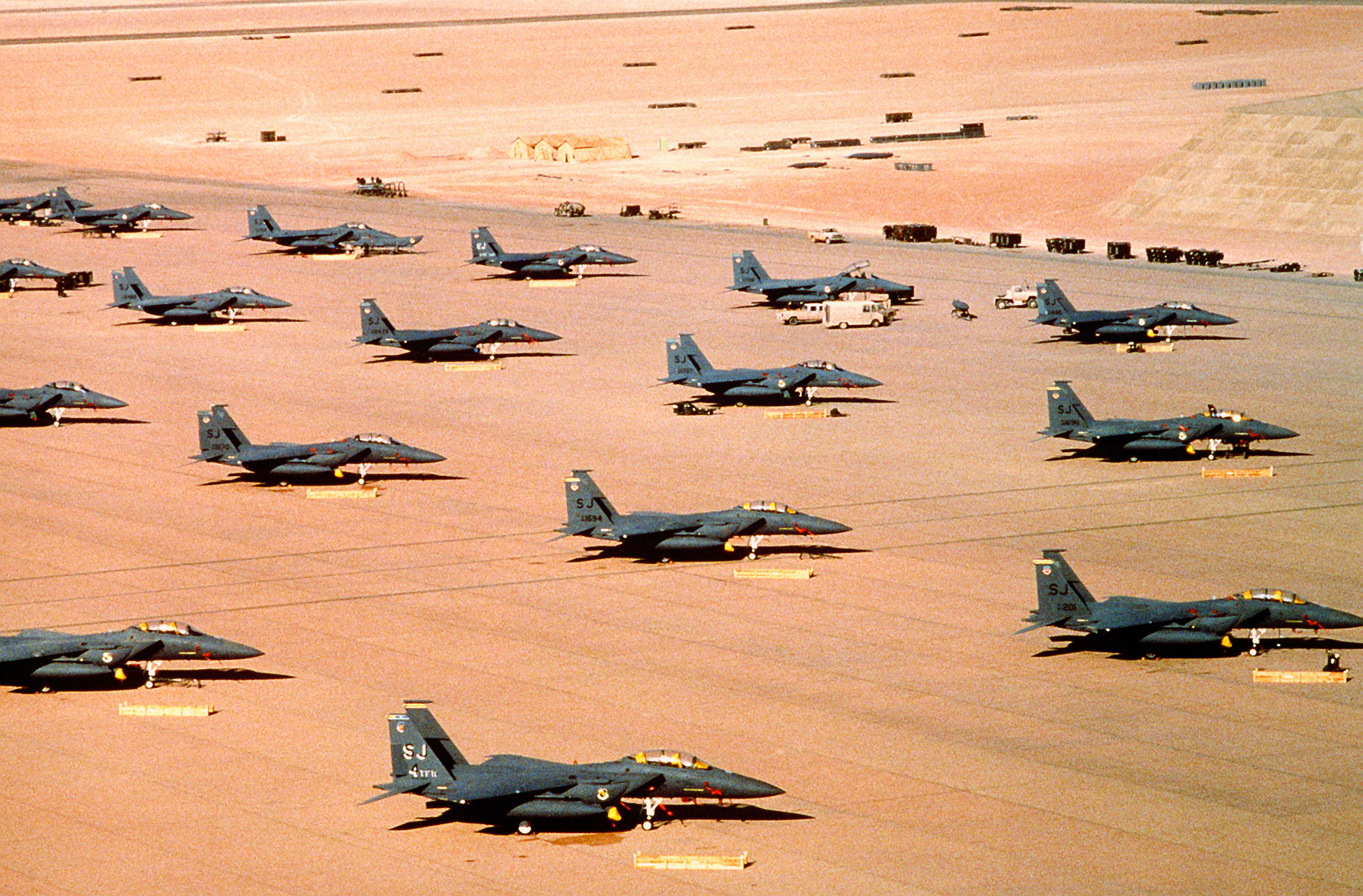
砂漠の盾作戦で展開したアメリカ空軍のF-15E戦闘爆撃機群

イラクの軍事侵攻に対して国際社会は激しく抗議し、国際連合では侵攻当日の8月2日のうちに、イラク軍の即時無条件撤退を求める安全保障理事会決議660が採択された。イラクがこの決議を無視したことから、国際連合安全保障理事会は、6日には加盟国に対イラク経済制裁を義務付ける決議661、また9日にはイラクによるクウェート併合を無効とする決議662を採択した。
アメリカ合衆国大統領のジョージ・H・W・ブッシュは8月4日の国家安全保障会議において、まずはイラクがクウェートに続いてサウジアラビアに侵攻することを阻止することが最優先課題であることを確認し、国連を通じて他国と協調しつつ外交的・経済的な圧力を加えることでイラク軍をクウェートから撤退させることを志向した。ただし最後の手段として、軍事的な圧力、更にはクウェート解放戦争を遂行する可能性をも念頭に置いていた。
アメリカ軍のサウジアラビア国内への展開は、宗教的問題からサウジアラビア側が躊躇すると思われていたが、8月6日に国防長官ディック・チェイニーやアメリカ中央軍司令官ノーマン・シュワルツコフから説明を受けたサウジアラビア国王ファハド・ビン＝アブドゥルアズィーズが即座に了承したことで、8月7日（アメリカ東部標準時）には指定された部隊に対して湾岸地域への展開命令が発令され、砂漠の盾作戦が発動された。その後も、アメリカを含む西側諸国やアラブ諸国は同国に陸軍及び空軍の部隊を派遣し、また西側諸国はペルシャ湾及びその近海に艦隊を派遣した。10月までに、アメリカ陸軍・海兵隊のほか、地元サウジアラビア軍やイギリス陸軍、フランス陸軍などが加わった多国籍軍により、地上での防御態勢が概ね確立された。

### イラクの反応

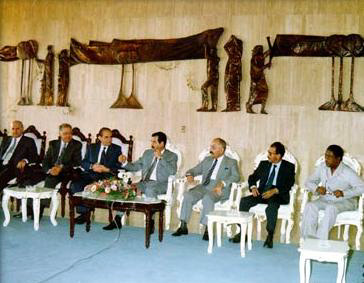
会見を行うフセイン大統領。

イラクは国連の決議を無視、さらに態度を硬化させ、8月8日に「クウェート暫定自由政府が母なるイラクへの帰属を求めた」として併合を宣言、8月28日にはクウェートをバスラ県の一部と、新たに設置したイラク第19番目の県「クウェート県」に再編すると発表した。8月10日にアラブ諸国は首脳会談を開いて共同歩調をとろうとしたが、いくつかの国がアメリカに反発してイラク寄りの姿勢を採ったので、取りあえずイラクを非難するという、まとまりのないものとなった。
8月12日にイラクは「イスラエルのパレスチナ侵略を容認しながら今回のクウェート併合を非難するのは矛盾している」と主張（いわゆる「リンケージ論」）、イスラエルのパレスチナ退去などを条件に撤退すると発表したが、到底実現可能性のあるものではなかった。10月8日にエルサレムで、20人のアラブ系住民がイスラエル警官隊に射殺されるという、中東戦争以後最大の流血事件が起こり、フセインは激しく非難したが、これを機にパレスチナ問題が国際社会で大きく取り上げられるようになった。またこの主張によりPLOはイラク支持の立場を表明、結果クウェートやサウジアラビアからの支援を打ち切られて苦境に立ち、後のオスロ合意調印に繋がった。

### 「人間の盾」

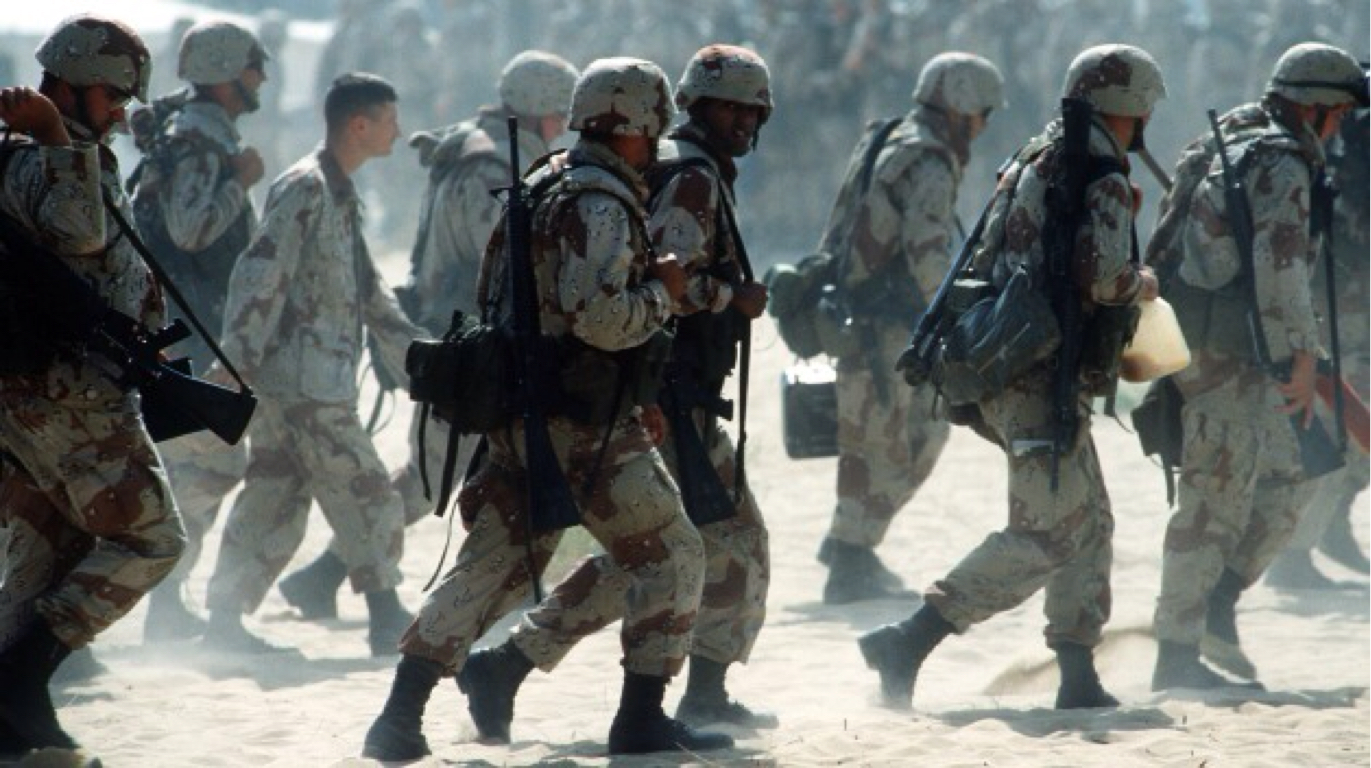
湾岸戦争で同国に展開したアメリカ軍。戦後も駐留を続ける。

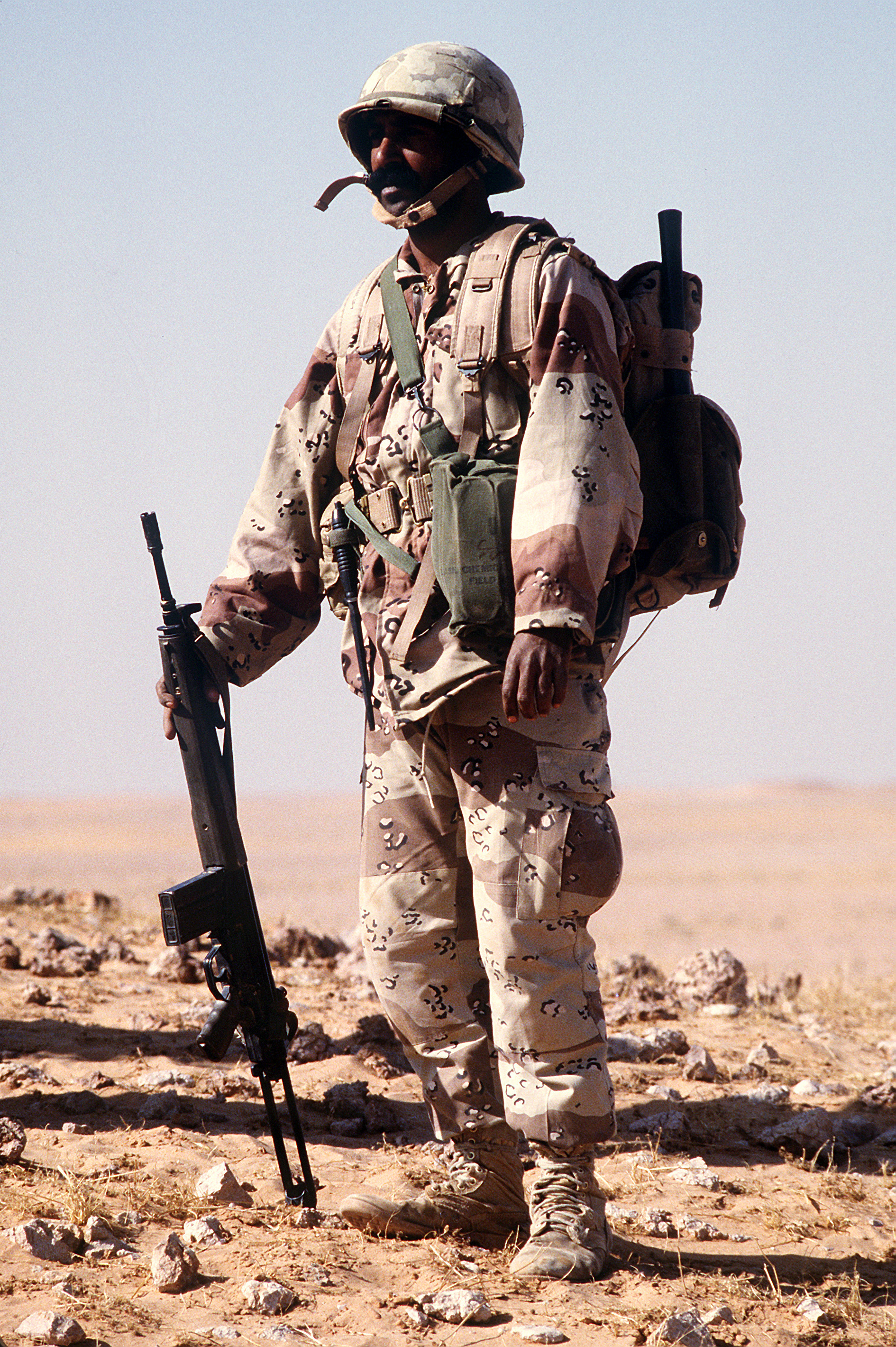
湾岸戦争でのサウジアラビア軍の兵士

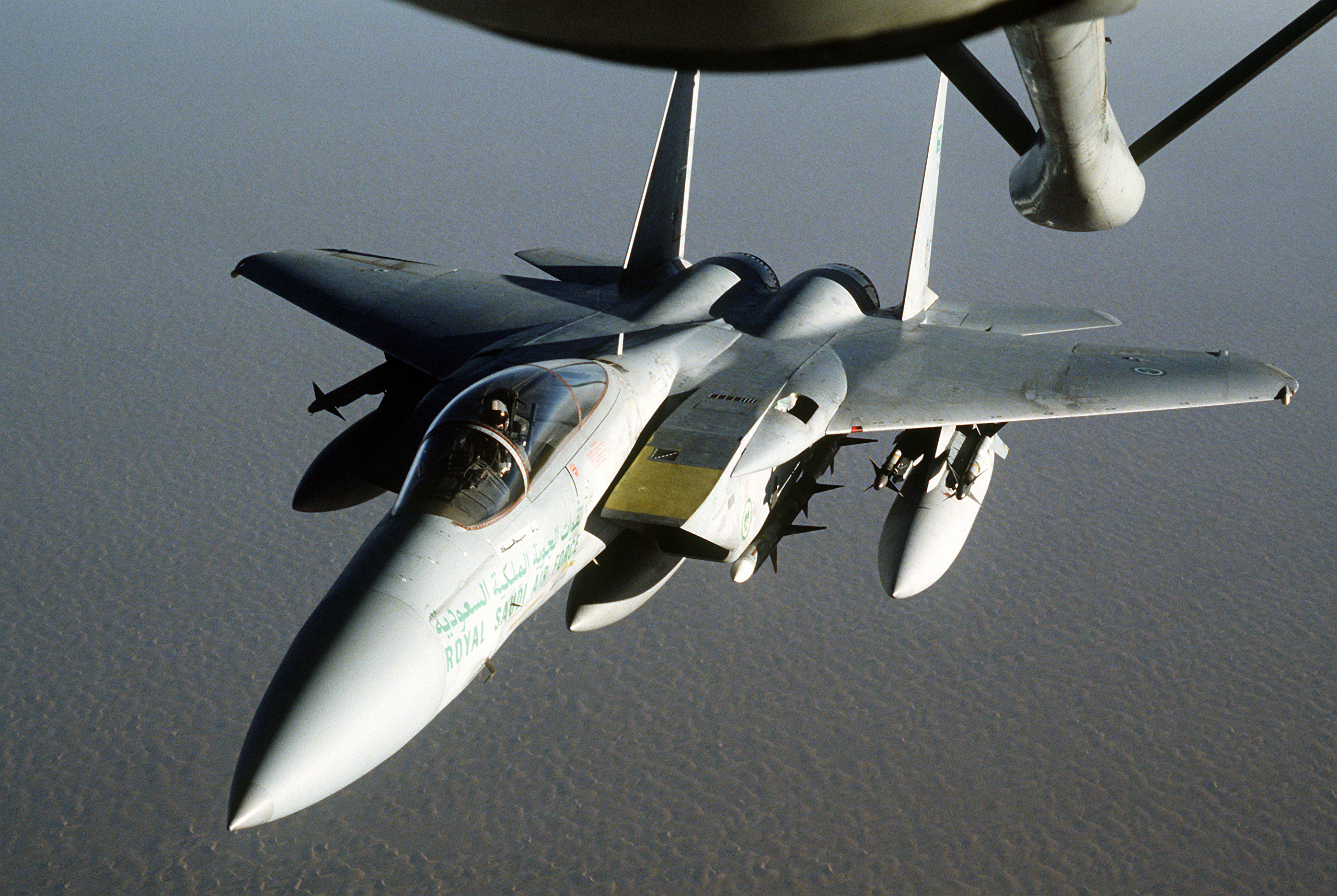
湾岸戦争での同国空軍のF-15戦闘機。空中給油を受けている。

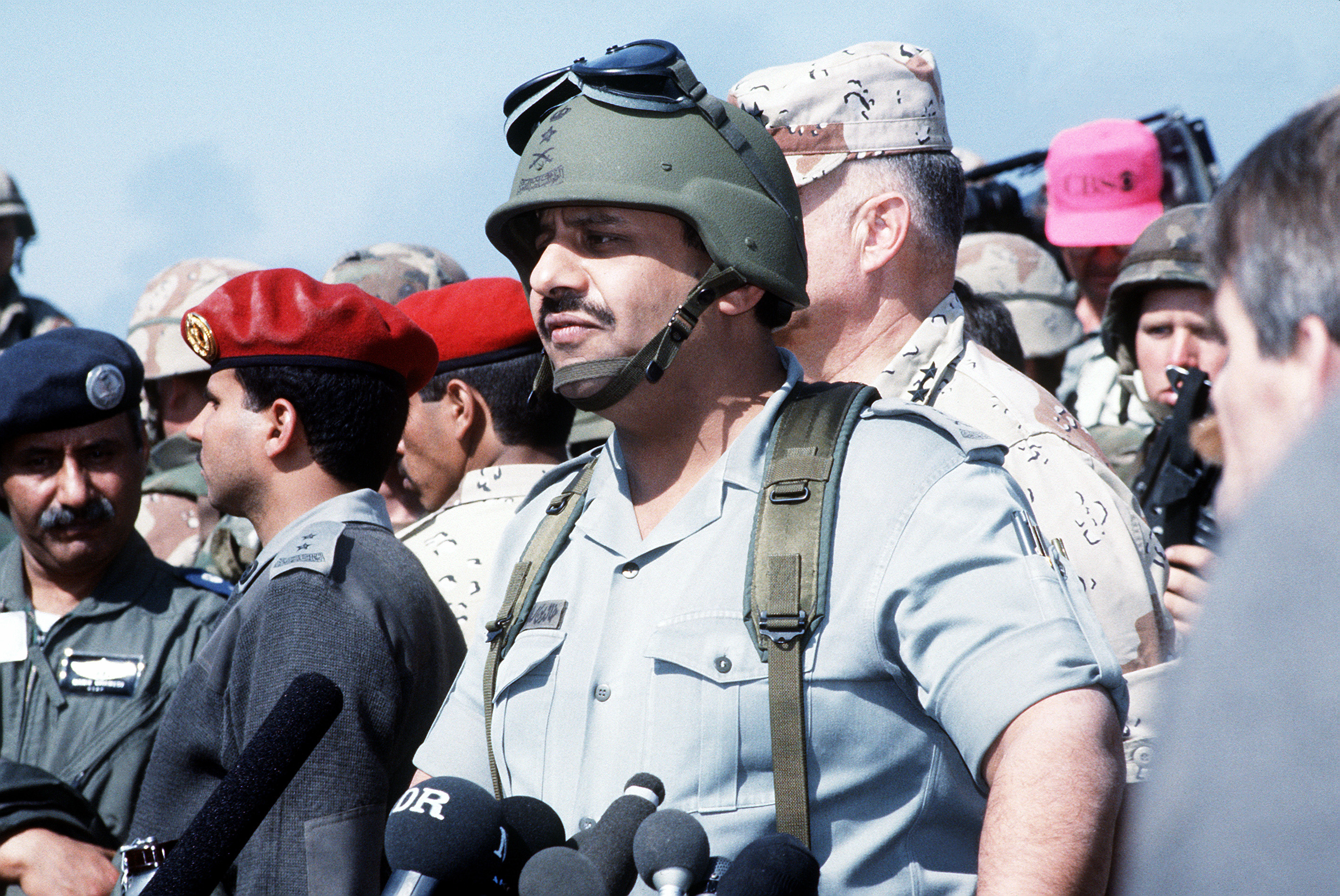
同国防空軍のハリード・ビン・スルタン元司令官。サウード家の王族の一人で、湾岸戦争では多国籍軍アラブ合同軍の司令官を務めた。

さらにイラクは8月18日に、クウェートから脱出できなかった外国人を自国内に強制連行し「人間の盾」として人質にすると国際社会に発表した。その後、日本やドイツ、アメリカやイギリスなどの非イスラム国家でアメリカと関係の深い国の民間人を、自国内の軍事施設や政府施設などに「人間の盾」として監禁した。
なおこの中には、クウェートに在住している外国人のみならず、日本航空やブリティッシュ・エアウェイズの乗客や乗務員など、イラク軍による侵攻時に一時的にクウェートにいた外国人も含まれていた。この非人道的な行為は、世界各国から大きな批判を浴びた。後にイラク政府は、アントニオ猪木が訪問した後に解放した日本人人質41人など、小出しに人質の解放を行い、その後多国籍軍との開戦直前の12月に全員が解放された。
しかしその後もイラクはクウェートの占領を継続し、国連の度重なる撤退勧告をも無視したため、11月29日、国連安保理は翌1991年1月15日を撤退期限とした決議678（いわゆる「対イラク武力行使容認決議」）を採択した。

## 多国籍軍の攻勢作戦

### 戦略的航空作戦
イラクが態度を軟化させないまま撤退期限が過ぎたのち、現地時刻で1月17日未明より、多国籍軍による攻勢作戦が開始された。
午前2時39分、アメリカ陸軍のAH-64攻撃ヘリコプターがイラク軍の早期警戒レーダーを破壊し、続く攻撃隊のためにイラク防空網に間隙を生じさせた。またこの攻撃と前後して国境を通過したアメリカ空軍のF-117攻撃機がバグダッドを中心とする重要目標に向けて散開しており、2時51分より各目標への攻撃を開始した。またこれとほぼ同時に、アメリカ海軍艦艇が発射したトマホーク巡航ミサイルがバグダッド周辺の目標に着弾し始めた。これに続いて、イラク指導者層への攻撃および防空システム制圧（SEAD）作戦が大規模に行われた結果、同日中に、イラクの防空システムは統合したシステムとしての運用能力を喪失した。
一方、イラク側は18日早朝よりスカッド短距離弾道ミサイルの射撃を開始し、まずイスラエルに対して、また20日からはサウジアラビアを標的とした攻撃が行われた。これはイスラエルを挑発してイラクに対する軍事行動を誘発すれば、アラブ諸国がイラクに対する軍事行動を躊躇する効果が期待でき、またサウジアラビアの石油施設が損傷すれば世界的な石油危機が発生し、各国の動揺を誘う効果が期待できると考えたものであった。多国籍軍は直ちにスカッド発射機に対する攻撃を強化したものの、移動式ミサイル発射機の発見は難しく、この部分は特殊部隊を潜入させて対応することになった。またあわせて、イスラエルおよびサウジアラビアにパトリオット地対空ミサイルを装備した防空部隊を展開して、防空も強化した。

### 絶対的航空優勢

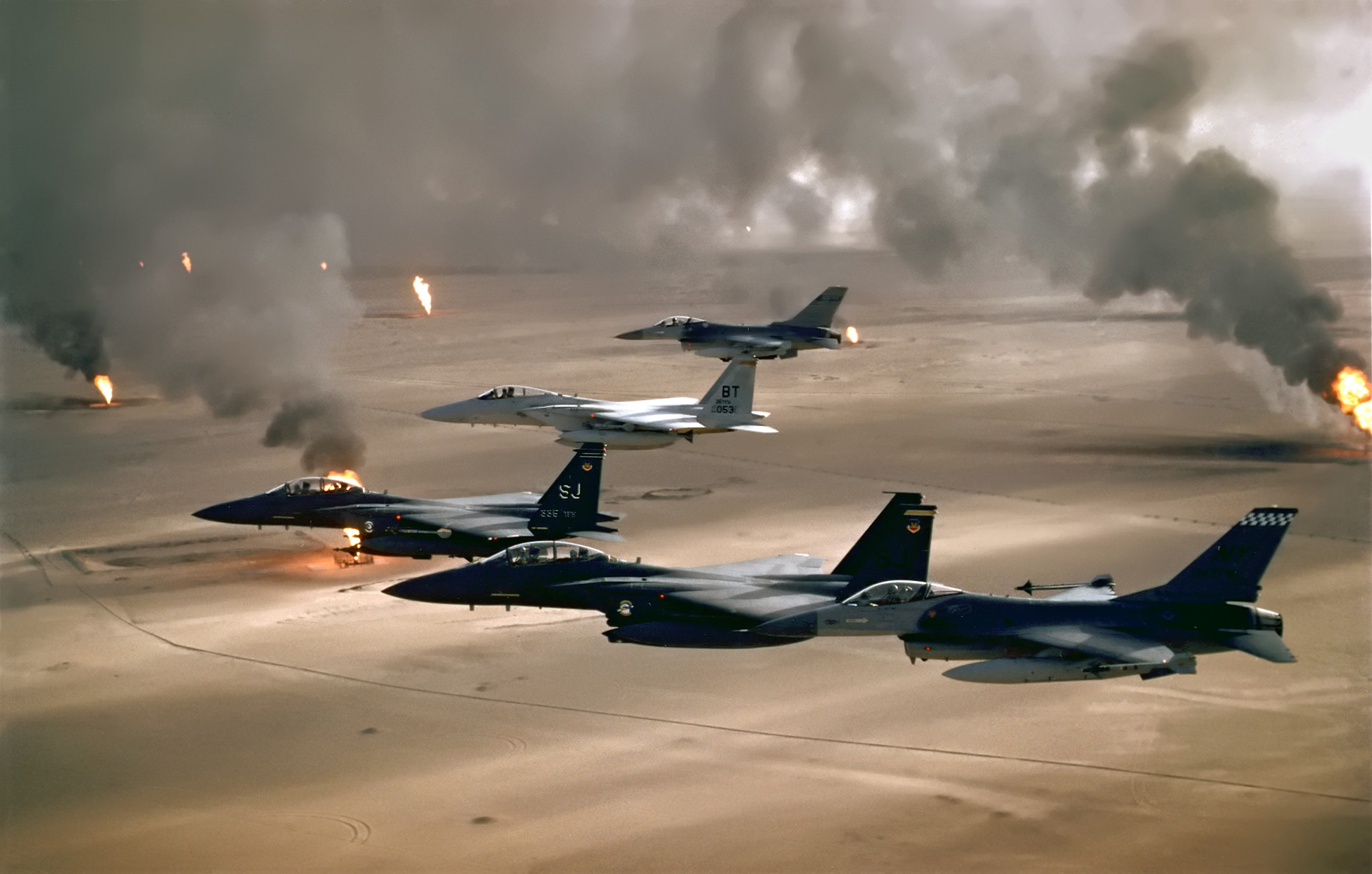
炎上するクウェートの油田上空を飛行するアメリカ空軍のF-15・F-16戦闘機

多国籍軍の航空攻撃に対して、イラク空軍の反撃は極めて不活発であった。最初の3日間の航空戦でイラクが行った空対空任務は100ソーティをわずかに超える程度であり、約750機の保有作戦機数の点から見ると極めて少なかった。多国籍軍の空対空戦果は、第3日より後は事実上無くなった。
これは圧倒的に優位な多国籍軍に戦いを挑むのを避け、航空機を強化掩体壕に収容して空軍を温存する意図があったと思われる。しかし1月21日からは航空機が収容された掩体壕に対して地中貫通爆弾による攻撃が開始され、この温存戦略も維持困難となった。そのためイラクは1月26日より、イランまで飛べる飛行機を同地に脱出させる作戦を開始した。
1月27日、中央軍司令官はイラク空軍は戦闘において無力化されたと宣言し、絶対的航空優勢（air supremacy）が確保された。

### 地上攻勢作戦準備

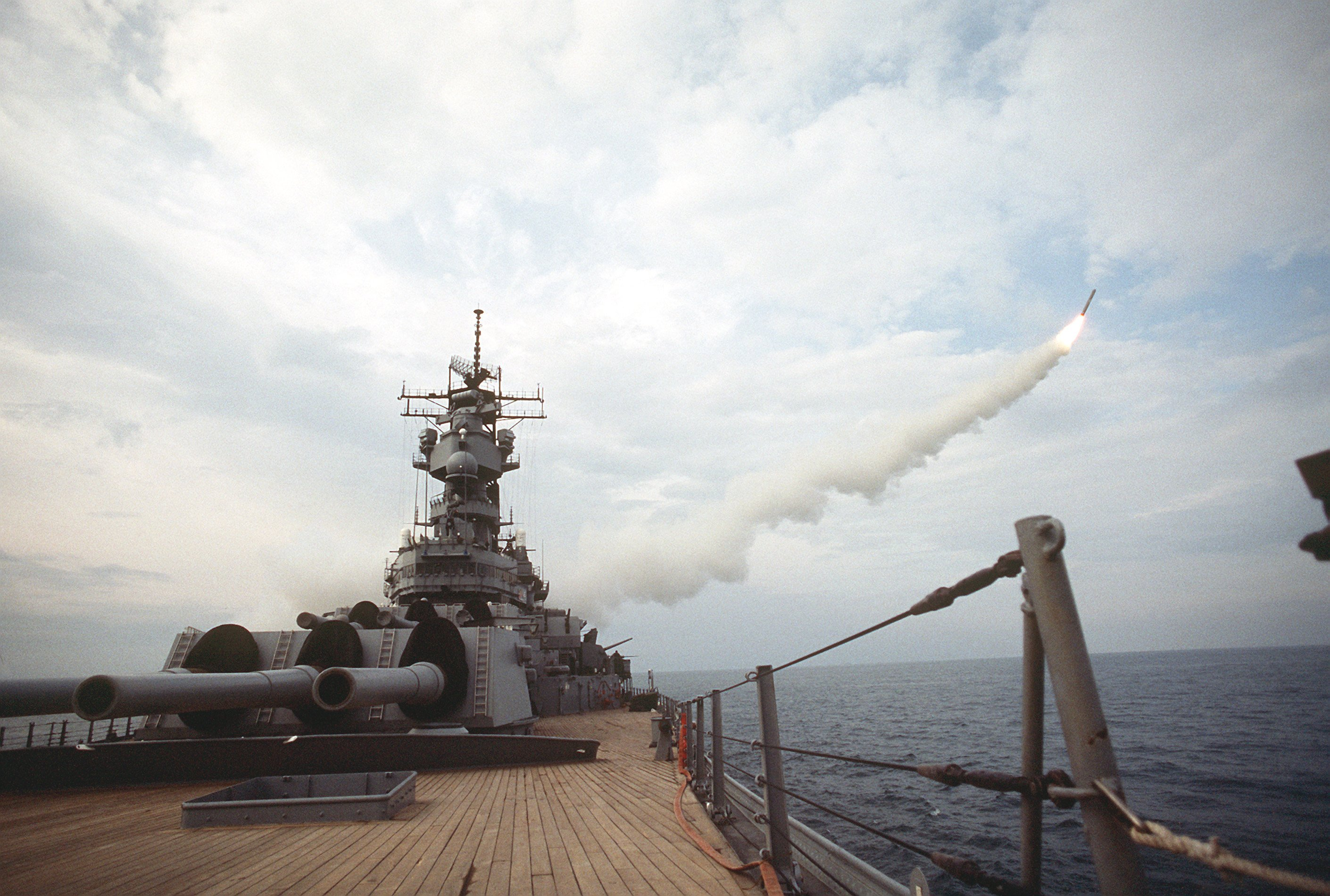
トマホークミサイルを発射するアメリカ海軍の戦艦ミズーリ

作戦第2週（1月24 - 30日）に入ると、戦略的航空作戦に加えて、陸上攻勢作戦の準備として、イラク軍のクウェート戦域への移動を遮断する航空作戦も本格的に開始された。多国籍軍航空部隊は、陸上攻勢作戦開始前に10万ソーティに近い戦闘および支援任務を飛行し、288発のトマホーク対地ミサイルと35発の空中発射巡航ミサイルを発射した。また2月7日には、第8特殊作戦飛行隊がBLU-82をクウェート南西部に投下、心理戦用兵器として使用している。
一方、アメリカ陸軍は既に砂漠の盾作戦の段階で第18空挺軍団を派遣していたほか、陸上攻勢作戦のために第7軍団も追加派遣されており、戦略的航空作戦の開始後、攻撃発起位置へと進入していった。
フセイン大統領は、多国籍軍に地上戦を挑むことで反撃を誘発し、態勢が整う前に消耗戦に引き込むことを狙ってカフジに対する攻撃を命じ、1月29日よりカフジの戦闘が開始された。多国籍軍が頑強な抵抗を行わずに後退したことで、イラク軍はカフジの占領に成功したものの、アメリカ軍の援護を受けたアラブ合同軍の反撃によってまもなく同地は奪還された。また多国籍軍は慎重に作戦を進めており、これを契機として過早に地上戦に突入することもなかった。

### 地上攻勢作戦

地上部隊の進撃経路図。

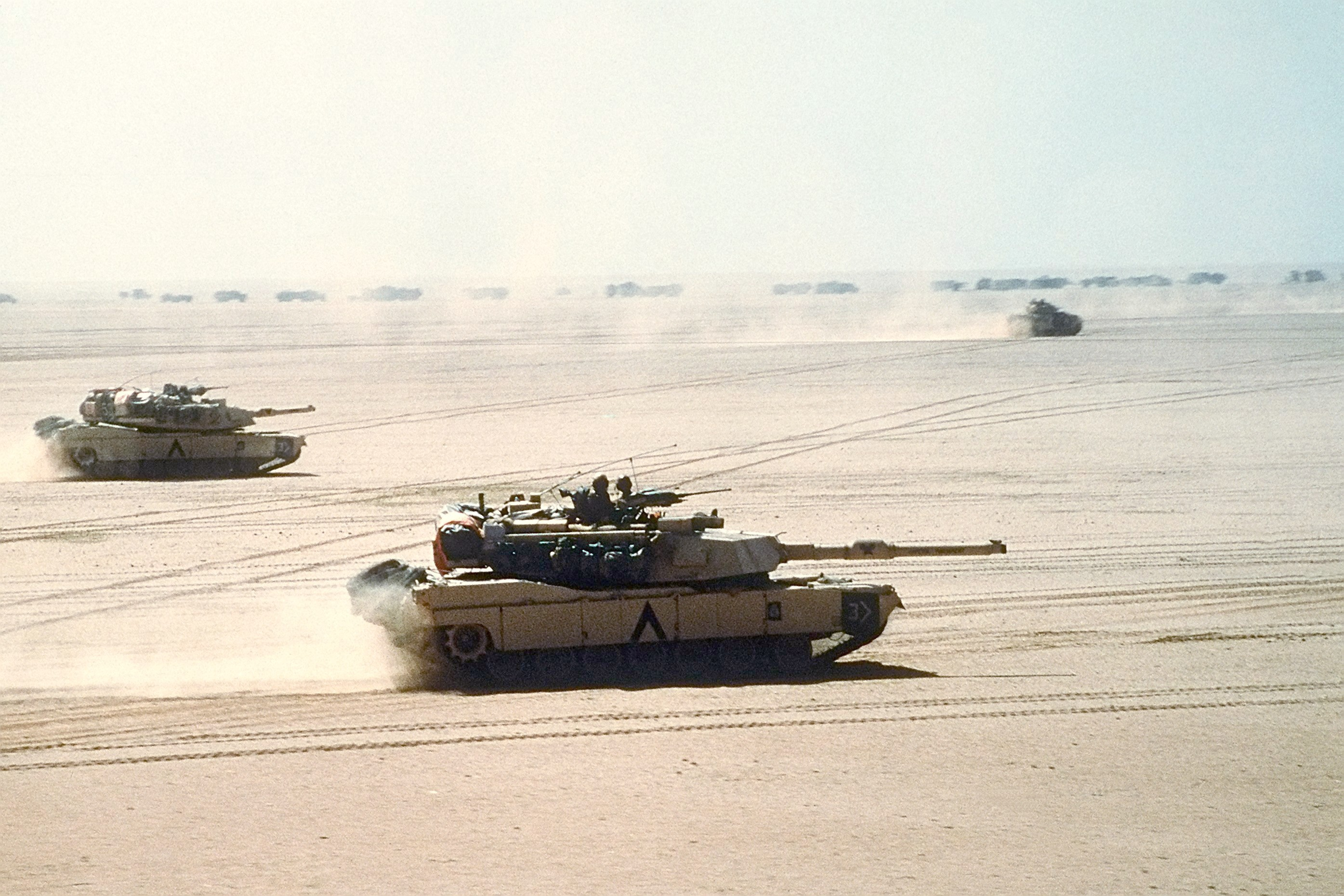
進撃するアメリカ陸軍のM1A1エイブラムス戦車軍団

多国籍軍は、サウジアラビアの国境線沿いに東西に展開しており、展開線は480キロに及んだ。陸上攻勢作戦は砂漠の剣作戦と命名されており、右翼（東部）においてはクウェートに向けて直接前進する一方、左翼（中央部・西部）では一旦イラク領を北上ののち東に転針するという「左フック」行動を行うことになった。このうち、最左翼（西部）において最も長距離を移動する第18空挺軍団は、配属されたフランス陸軍部隊を含めてヘリボーンを活用できる軽装備の部隊を主力として構成されていたのに対し、中央部において濃密なイラク軍展開地域を突破する第7軍団は、配属されたイギリス陸軍部隊を含めて重装備の機甲師団が中心となった。
計画では、2月24日朝にまず東部および西部において攻撃を開始したのち、翌25日朝に中央部での攻撃を開始する予定だった。このように攻撃開始時刻に約1日間の差を設けた目的は、多国籍軍が多国籍軍右翼のクウェート正面から攻撃してくるとイラク軍に誤認させることにあった。しかし右翼での攻撃が予想以上に順調に進展したことから、中央部での攻撃開始は予定よりも繰り上げられた。
東部においては、2月27日午前9時にはクウェート市の解放に成功したが、この際には政治的事情が配慮され、アラブ合同軍が先に市内に入る形となった。また中央部・西部でも、地形・天候に悩まされつつ進撃を続け、2月26日に第7軍団の第2装甲騎兵連隊がタワカルナ機械化師団と接触したのち（73イースティングの戦い）、イラク軍の中核的戦力である共和国防衛隊への攻撃態勢が整えられつつあった。しかし政治的事情により、2月28日午前8時をもって戦闘が停止されたことで、共和国防衛隊の戦力の相当部分が温存されることになった。

## 戦争による影響

### 人的被害

#### 一般市民
巡航ミサイル及び航空戦力による空爆の重要性の増大は、戦争初期段階における一般市民の犠牲者の数をめぐる論争を引き起こした。戦争開始24時間以内に、1,000個以上のソーティーが飛行しており、その多くがバグダッドを標的とした。イラク軍の統制及びフセイン大統領の権力が座すバグダッドは、爆撃の重要な標的となったにもかかわらず、イラク政府は政府主導の疎開や避難を行わなかった。これは、市民の多大な数の犠牲者を生む原因となった。
地上戦の前に行われた多くの航空爆撃は、民間人の被害を多数引き起こした。特筆すべき事件として、ステルス機によるアミリヤへの爆撃が挙げられる。この空爆により同地へ避難していた200人から400人の市民が死亡した。火傷を負い、切断された遺体が転がる場面が報道され、さらに爆撃された掩体壕は市民の避難所であったと述べられた。一方では、同地はイラクの軍事作戦の中心地であり、市民は人間の盾となるために故意に動かされたとみなされ、これを巡る論争は激化した。
カーネギーメロン大学ベス・オズボーン・ダポンテの調査によると、3,500人が空爆で、100,000人が戦争による影響で死亡したと推定された。

##### 新生児の先天性奇形と小児癌
小児がんの患者は1990年には32,000人だったが、1997年には13万人に増えたとされる。イラク南部では、生まれてきた赤ん坊の10人中2人が先天性奇形であり、多くは生まれて直ぐに死んでしまうとされる。
生まれたときから手足がない、目が一つしかない赤ちゃんもいる。イラク人医師は湾岸戦争で使われた劣化ウラン弾の影響だと考えており、WHOはそれを否定しているものの、WHOの見解にはイギリスの大手メディアが疑問を呈している。

##### 経済制裁による影響
戦争そのものに加えて、国連によって課された経済制裁もイラク社会にダメージを与えた。失業率は50%に達し、UNICEFによれば幼児の3人に1人が栄養失調になった。食料や医薬品の不足等の原因で、UNICEFによれば、50万人の幼児が犠牲になったという。国連人道問題調整事務所のHPによれば、150万人が犠牲になったとされる。こういった報告を誤りであると批判する論文もある。

#### イラク軍

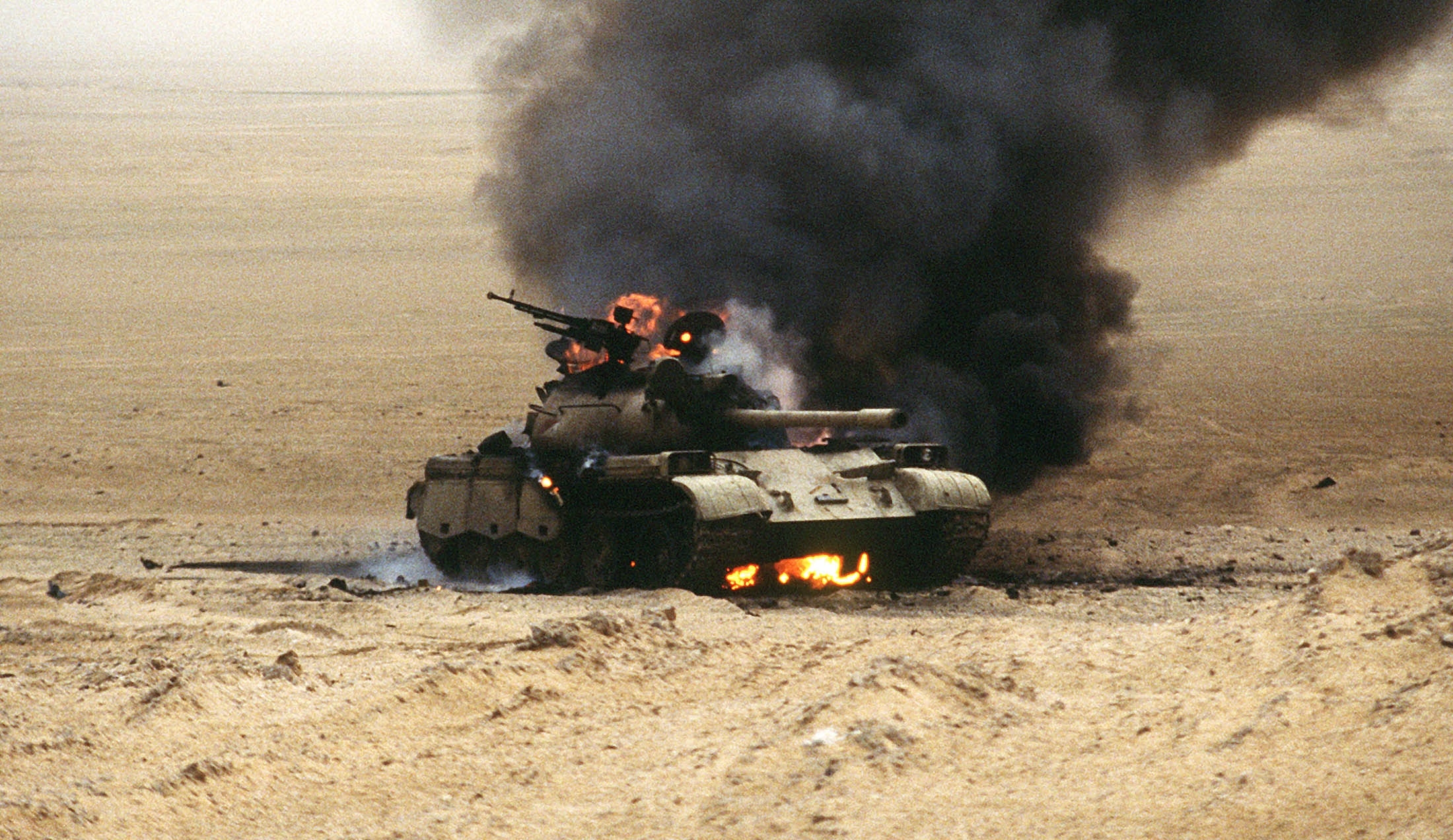
撃破され炎上するイラク陸軍の69式戦車

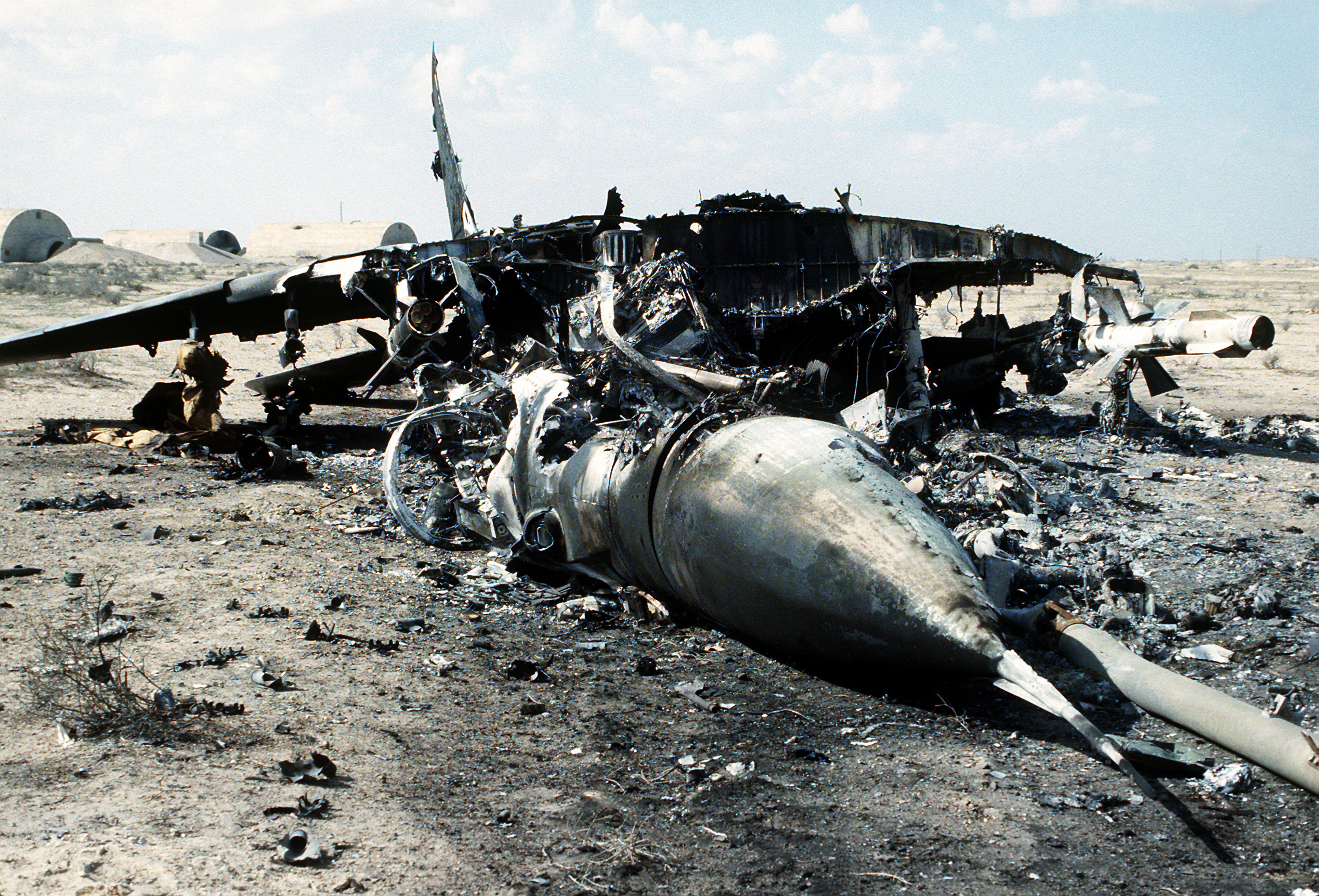
地上で撃破されたイラク空軍のMiG-29戦闘機

正確なイラク戦闘犠牲者数は不明だが、調査によると20,000人から35,000人であると見積もられている。アメリカ空軍の報道によると、空爆による戦闘死者数は約10,000から12,000人、地上戦による犠牲者数は10,000人であった。この分析は、戦争報道によるイラク人捕虜に基づいている。もっとも、捕虜となったイラク軍兵士37000人中に負傷者が800人ほどだったことや、戦後に反体制勢力を迅速に鎮圧した状況を見るに、実際の死者は10,000人以下との見解もある(最も低い見積もりでは2000人以下)。また、イラク軍全体の雰囲気としてこの戦争に反対で士気が低かったため、士気維持のため兵員の交代休暇を開戦の日まで継続しており、定数の25%程度が任地に居なかったものと考えられ、こうした将兵は多国籍軍の空爆が始まると任務に戻れなくなっていた。このような事情も当初は把握されていなかったため、多国籍軍による過大な人的戦果の推定につながったと考えられている。
フセイン政権は、諸外国からの同情と支援を得るため市民からの死傷者数を大きく発表した。イラク政府は、2,300人の市民が空爆の間に死亡したと主張した。 Project on Defense Alternativesの調査によると、イラク市民3,664人と20,000から26,000名の軍人が紛争により死亡し、一方で75,000名のイラク兵士が負傷した。

#### 多国籍軍

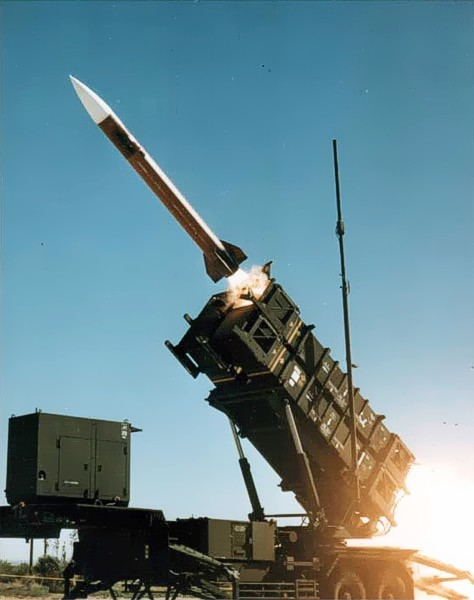
パトリオットミサイルの発射

国防総省は、MIA(戦闘中行方不明)と呼ばれるリストを作成し、友軍の砲火による35名の戦死者を含む148名のアメリカ軍人が戦死したと発表した。なお、このリストには2009年8月に1名のあるパイロットが追加された。更に145名のアメリカ兵は、戦闘外事故で死亡した。イギリス兵は47名(友軍砲火により9名)、フランス軍人は2名が死亡した。クウェートを含まないアラブ諸国は37名(サウジ18名、エジプト10名、アラブ首長国連邦6名、シリア3名)が死亡した。最低でも605人のクウェート兵は未だに行方不明である。
多国籍軍間における最大の損失は、1991年2月25日に起こった。イラク軍アル・フセインはサウジアラビア・ダーランのアメリカ軍宿舎に命中、ペンシルベニア州からのアメリカ陸軍予備兵28名が死亡した。戦時中、合計で190名の多国籍軍兵がイラクからの砲火により死亡、うち113名がアメリカ兵であり、連合軍の死者数は合計368名だった。友軍砲火により、44名の兵士が死亡し、57名が負傷した。また、145名の兵士が軍需品の爆発事故もしくは戦闘外事故により死亡した。
多国籍軍の戦闘による負傷者数は、アメリカ軍人458名を含む776名であった。
しかし2000年現在、湾岸戦争に参加した軍人の約4分の1にあたる183,000人の復員軍人は、復員軍人省により恒久的に参戦不能であると診断された。湾岸戦争時にアメリカ軍に従事した男女の30%は、原因が完全には判明していない、多数の重大な症候に悩まされ続けている。

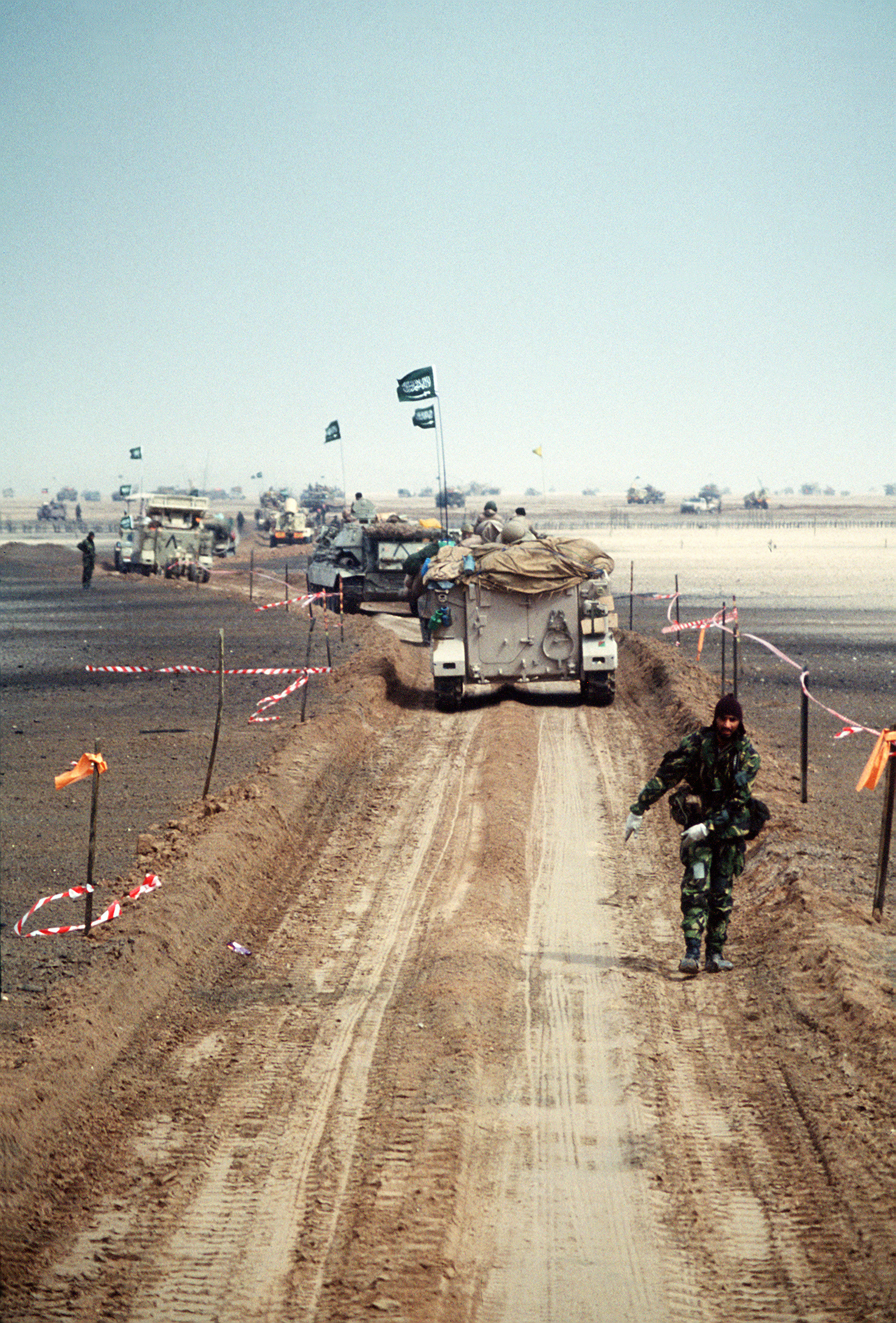
砂漠の嵐作戦に参加し、地雷を除去するサウジアラビア陸軍M113装甲兵員輸送車及び軍事車両。1991年3月1日、クウェートにて。

イラク兵により190名の多国籍軍部隊員が殺され、友軍砲火または事故により379名が死亡した。この数字は、予想されたものに比べ非常に少ないものである。またアメリカ人女性兵3名が死亡した。
これは国別の多国籍軍の死亡者数である。
 アメリカ合衆国 - 294名 (114名が敵からの攻撃、145名が事故、35名が友軍相撃による。)
 イギリス - 47名 (38名が敵からの攻撃、9名が友軍相撃による。)
 サウジアラビア - 18名
 エジプト - 11名
 アラブ首長国連邦 - 6名
 シリア - 2名
 フランス - 2名
 クウェート - 1名 (砂漠の嵐作戦下)

#### 友軍相撃
イラク戦闘員による多国籍軍の死亡者数は非常に少なく、友軍相撃による死亡者数は相当な数に上った。148名のアメリカ兵が戦闘中に死亡し、そのうち24%にあたる35名の従軍要員は友軍相撃により死亡、さらに11名が軍備品の爆発により死亡した。 アメリカ空軍A-10攻撃機がウォーリア歩兵戦闘車部隊2個を攻撃したことにより、9名のイギリス軍従軍要員が死亡した。

### 物的被害

#### クウェートにおける石油火災

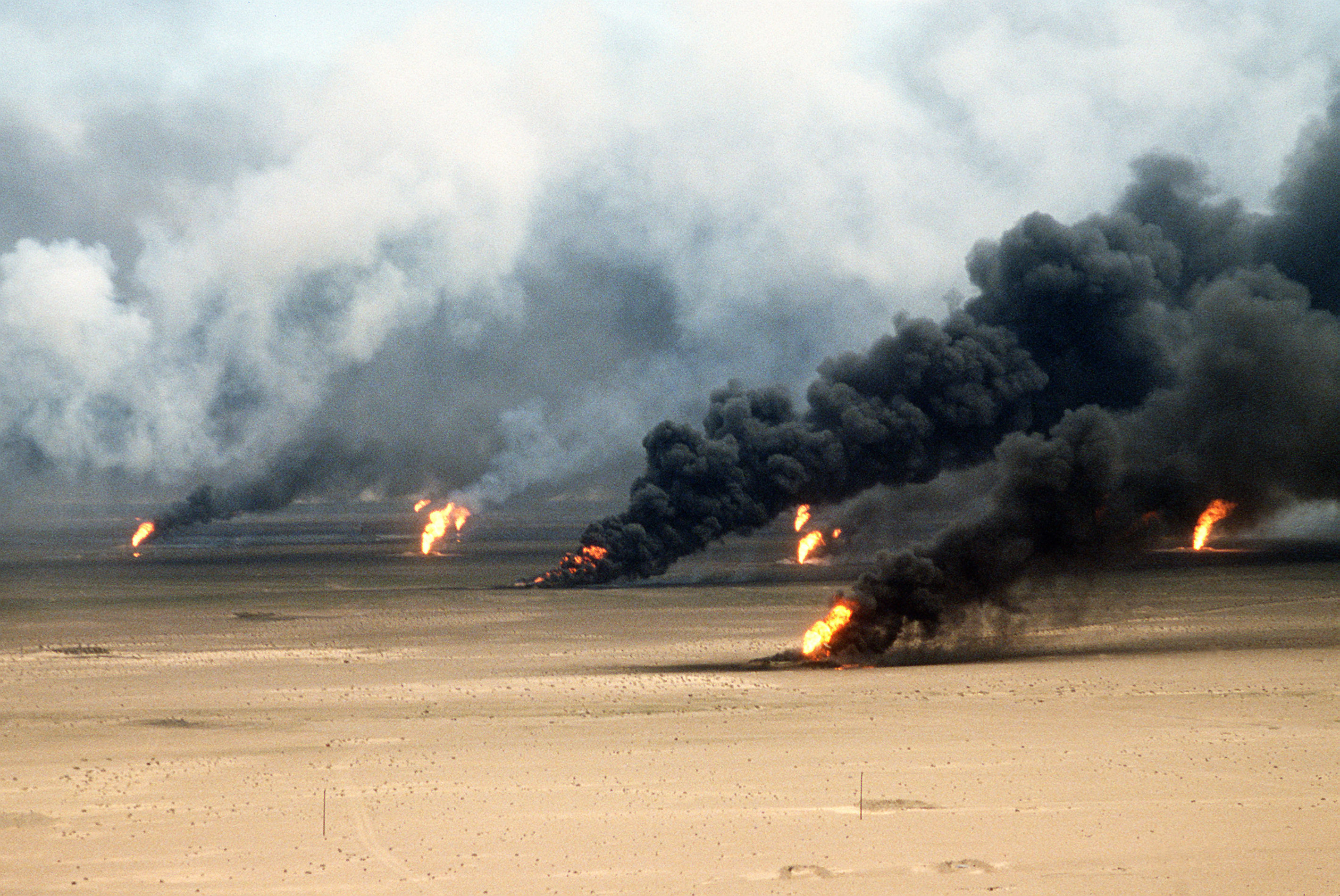
クウェートにおける石油火災（1991年）

クウェートにおける石油火災はイラク軍により起こされた。多国籍軍に追跡されていたイラク軍は、焦土作戦の一環として700の油井に放火した。火災は1991年1月及び2月に始まり、1991年11月に最後の火が消された。
生じた火災は制御できないほど燃え広がった。これは消火作業員の投入が困難であったためである。油井周辺には地雷が設置されており、消火活動の前段階として同地域の地雷除去作業が必要となった。約6百万バレル (950,000 m3)の石油が毎日失われていった。結果、15億USドルの経費がつぎ込まれ、消火作業は終了した。作業には少なくとも2年かかると予想されていたが、爆風による吹き消し消火や、ジェットエンジンで消火剤を吹き付けるハンガリーの消防車が威力を発揮し、予想よりも早く鎮火させることができた。しかし、火災発生から消火までに10か月が経過し、広範囲にわたる環境汚染が生じた。

#### ペルシャ湾への石油流出
1月23日、イラクは400億ガロンの原油をペルシア湾に流出させた。これは当時としては最大の沖合石油流出だった。この天然資源への襲撃はアメリカ海兵隊部隊の沿岸上陸を阻むためのものであると報道された。このうち約30から40%は多国籍軍によるイラク沿岸目標への攻撃によるものであった。

### 金銭問題

#### 戦後補償
国連は、イラク政府に対してイラク占領下及び戦争中におけるクウェートの被害について賠償させるために、「国連補償委員会」を設置した。国連安保理決議687に基づき、総額で524億ドルの賠償を求め、石油収入の5%の支払いを義務付けられた。
フセイン政権は1994年から賠償金を支払いを開始したが、復興途上にあるイラクにとっては負担が大きく、再三減免を求めてきたがクウェートはこれを拒否。逆にクウェート側はイラク側の補償が不十分とし、2009年に国連に対してイラクに対する経済制裁をまだ解除しないよう求め、イラク側の反発を呼んだ。2021年12月24日、イラク当局は524億ドルの支払いを終了したことを発表した。

#### 戦費
アメリカ合衆国議会の計算によると、アメリカ合衆国はこの戦争に611億ドルを費やした。その内約520億ドルは他の諸国より支払われ、クウェート、サウジアラビアを含むペルシア湾岸諸国が360億ドル、日本が130億ドル(紛争周辺3か国に対する20億ドルの経済援助を含む)、ドイツが70億ドルを支払った。サウジアラビアの出資のうち25%は、食糧や輸送といった軍への用務という形で物納により支払われた。多国籍軍のうちアメリカ軍部隊はその74%を占め、包括的な出費はより大きくなされた。日本の戦費供出も、当時の自国防衛予算の約3割にあたる多額の支出が行われた。

### 国際関係

#### 国境画定問題
現在のイラク・クウェート国境は、1993年5月27日、国際連合安全保障理事会決議833に基づいて画定された。1994年にサッダーム・フセイン政権はこれを承認した。しかし、イラク現政府は同決議の承認を公式には表明しておらず、2010年7月14日、同国のアラブ連盟大使カーイス・アッザーウィーは、「現在の国境線は認められない」と発言したと報道された。クウェート政府はこれに抗議し、イラク外相が釈明する事態となった。

#### イスラム過激派への影響
サウジアラビアはイラン・イラク戦争の折に、アメリカからF-15戦闘機などを導入し、アメリカはイラク監視を名目に第5艦隊在バーレーン軍司令部とともに戦後も駐留を継続した。同国出身のウサーマ・ビン＝ラーディンは、自身のムジャヒディンでイラク軍から防衛する計画を提案したところ当時のファハド・ビン＝アブドゥルアズィーズ国王に断られ、イスラム教の聖地メッカとマディーナを有する同国にアメリカ軍を駐留させたことに反発し、イスラム原理主義組織アルカーイダによるアメリカへの同時多発テロを実行したと発表されている。このことからフセイン政権とアルカイダの関連が疑われてイラク戦争の開戦事由となったが、ビン＝ラーディンはサダム・フセインをアラブ世界の汚物と酷評しており、また、アメリカ上院情報特別委員会はフセイン政権はアルカイダを脅威と見做していたと結論づけており、フセイン政権とアルカイダを繋げる証拠はなかった。
過激派は数度に渡って中東に在留するアメリカ軍を襲撃した。1996年のアメリカ軍宿舎攻撃はタンクローリーを爆破するもので、十数名のアメリカ兵が死亡した。1998年にはケニアなどでアメリカ大使館爆破事件を起こし約200名を殺害した。2000年にはイエメン沖でアメリカ海軍艦コールを攻撃した（米艦コール襲撃事件）。これらの事件でアメリカはアルカーイダを非難し、当時アフガニスタンでアルカーイダを保護していたタリバンにアルカーイダの引き渡しを求めた。さらに2度にわたる国際連合安全保障理事会決議でも引き渡しが要求された。しかしタリバンは引き渡しに応じず、2001年にアメリカ同時多発テロ事件が発生した後もアルカーイダを保護し続けた。このためNATOと北部同盟によるターリバーン政府攻撃が行われた。

#### レバノン内戦への影響
湾岸戦争前に、フセイン政権はレバノンのマロン派キリスト教勢力およびレバノン国軍に対して、（対立関係にある）シリア・バアス党に対する対抗策として余剰の軍備を供与するなど同内戦に関与を深めていた。しかし湾岸戦争の勃発により、これらの支援は途絶した。マロン派キリスト教勢力は外国からの支援が途絶え、さらに民兵組織の処遇を巡って、同派の有力民兵組織レバノン軍団とミシェル・アウン率いるレバノン国軍は軍事衝突するに至った。また、イラクから支援を得ていた事から、レバノン政府及び軍に対する欧米からの支援も凍結され、レバノンのマロン派キリスト教勢力は深刻な内紛を抱え込み国際的に孤立する事となった。レバノン国軍内でもアウン率いる親イラク派と少数の親シリア派との間で戦闘が繰り広げられた。
一方、シリアは多国籍軍への参戦を表明した。アメリカはその見返りとして、（手詰まりに陥っていた）レバノン問題の解決をシリアに事実上一任する形となった。またこの事態は、イラクを支持しレバノン国内のパレスチナ難民キャンプを事実上支配地域としていたPLOに対する牽制ともなった。
アメリカの黙認を得たシリア軍は、（レバノン軍団を含む）各宗派の民兵組織および親シリア派レバノン国軍と連携して親イラク派レバノン国軍に大攻勢を仕掛け、これを降伏させた。PLOものちにレバノン国軍により武装解除され、レバノン内戦はシリア主導によって終結に向かう事となった。

#### 日本への影響
湾岸諸国から大量の原油を購入していた日本に対して、アメリカ政府は同盟国として戦費の拠出と共同行動を求めた。日本政府は軍需物資の輸送を民間の海運業者に依頼した。全日本海員組合はこれに反対したが、政労協定を締結し、2隻の「中東貢献船」を派遣した。さらに当時の外務大臣の中山太郎が、外国人の看護士・介護士・医師を日本政府の負担で近隣諸国に運ぼうとした際にも、日本航空の労働組合が近隣諸国への飛行を拒否したため、やむなくアメリカのエバーグリーン航空機をチャーターしてこれに対応した。
さらに、急遽作成した「国連平和協力法案」は自民党内のハト派や、社会党などの反対によって廃案となった。なお、時の内閣は第二次海部内閣の改造内閣であった。
取り残された邦人への情報提供を行うため八俣送信所から有事放送を行った。

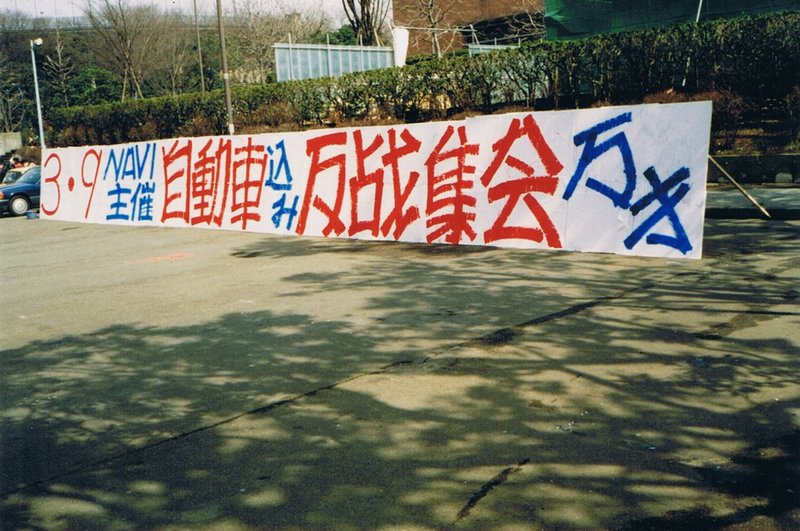
鈴木による「自動車込み反戦集会」立て看板（1991年）

また、鶴見俊輔や自動車雑誌『NAVI』編集者鈴木正文などの文化人は、多国籍軍によるイラクへの攻撃に対して、攻撃開始前の時点から「反戦デモ」を組織して、柄谷行人、中上健次、津島佑子、田中康夫らは湾岸戦争に反対する文学者声明を発表した。これらの文化人や作家の多くはイラクによるクウェート侵攻については批判していた。
日本政府は8月30日に多国籍軍への10億ドルの資金協力を決定、9月14日にも10億ドルの追加資金協力と紛争周辺3か国への20億ドルの経済援助を、さらに開戦後の1月24日に多国籍軍へ90億ドルの追加資金協力を決定し、多国籍軍に対しては計130億ドル、さらに為替相場の変動により目減りがあったとして5億ドルを追加する資金援助を行った。
クウェートは戦後に参戦国などに対して感謝決議をし、『ワシントンポスト』に感謝広告を掲載したが、新規増税により130億ドルに上る協力を行なった日本はその対象に入らなかった。また、凱旋パレードでのシュワルツコフ大将による演説においても、多国籍軍に参加した28カ国の駐米大使を壇上に上げたうえで「28の同盟国とその他の国（28 alliance and the other countries）」に対する感謝の意が述べられた。壇上に呼ばれなかったことに抗議した駐米日本大使の村田良平に急遽折りたたみ椅子が与えられたが、扱いの差は歴然であった。日本の資金協力のうち、当初の援助額である90億ドル（当時の日本円で約1兆2,000億円）中、クウェートに直接入ったのは6億3千万円に過ぎず、大部分（1兆790億円）がアメリカに渡り、またクルド人難民支援等説明のあった5億ドル（当時の日本円で約700億円）の追加援助（目減り補填分）のうち695億円がアメリカに渡っていた。
しかし人的貢献が無かったとして、アメリカを中心とした多国籍軍の参加国から「小切手外交」と非難された。なお、ドイツも同様に非戦協力のみであったが格別非難はされず、クウェートの感謝広告でも中央上段に国名が掲載されている。
同盟国のアメリカから非難された結果、「国際貢献」が政界や論壇で流行語になり、自民党・外務省・保守的文化人などの間で「『人的貢献』がなければ評価されない」との意識が形成され、その後の自衛隊の派遣対象や任務の拡大の根拠に度々使われた。そして日本政府は国連平和維持活動（PKO）への参加を可能にするPKO協力法を成立させた。中山太郎外務大臣は、感謝広告に日本が掲載されなかったことを引き合いに出し「人命をかけてまで平和のために貢献する」ときのみ「国際社会は敬意を払い尊敬する」旨答弁している。その後、ペルシャ湾の機雷除去を目的として海上自衛隊の掃海艇を派遣し、自衛隊の海外派遣を実現させた（自衛隊ペルシャ湾派遣）。このPKO協力法が施行されたことにより、自衛隊はPKO活動への参加が可能となった。
2015年9月10日付で東京新聞は、クウェート側が広告掲載のためにアメリカ国防総省に求めた多国籍軍参加国のリストから日本が漏れていたとする記事を掲載した。アルシャリク元駐日クウェート大使はインタビューに対し、感謝広告はサバハ駐米大使（娘のナイラが「ナイラ証言」をしたことで知られる）による発案であり、サバハ大使の求めでアメリカ国防総省が示した参加国リストに日本が掲載されていなかったと話した。また同記事はクウェートの湾岸戦争記念館に日本の掃海作業や資金援助についての説明があること、2011年3月の東日本大震災の際にはクウェートからも富裕層から労働者まで多くの人々から義捐金が寄せられ、500万バレルの石油の無償提供が決議されたことを紹介し、クウェート人の間では湾岸戦争において日本が多額の資金援助をしたことは感謝の念とともに記憶されているとしている。

## 多国籍軍参加国

### 様々な資料による多国籍軍

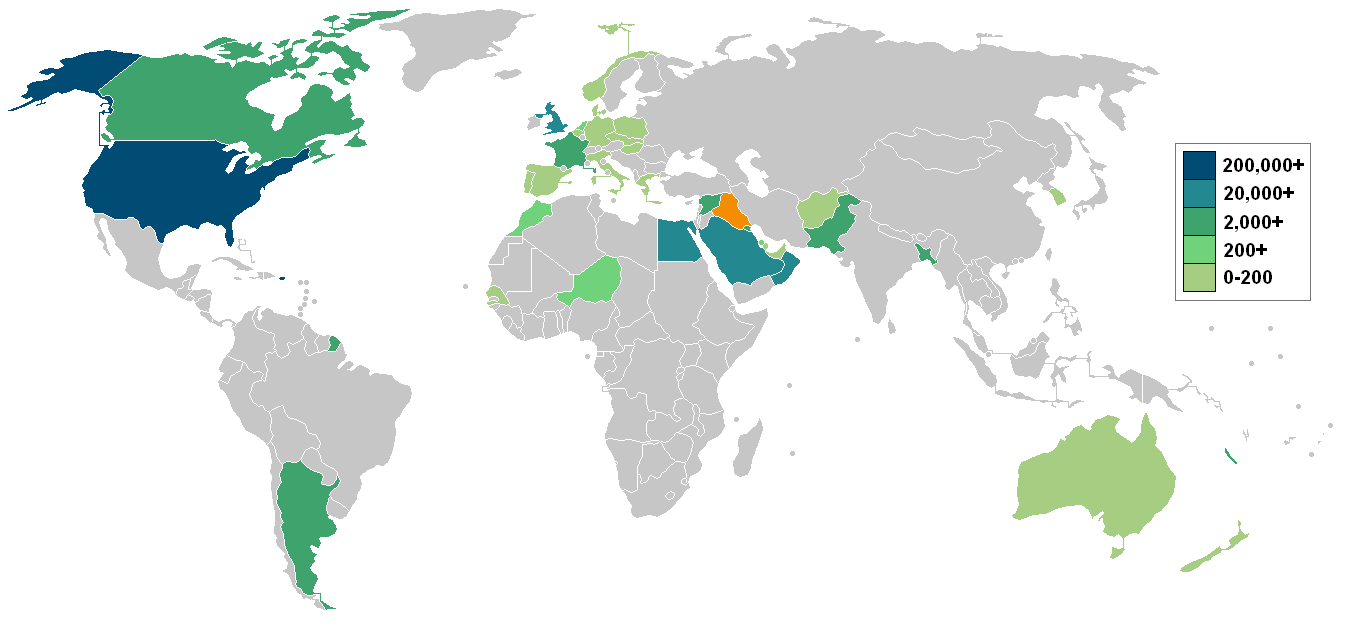
多国籍軍に参加・参戦した国を世界地図上に表示したもの

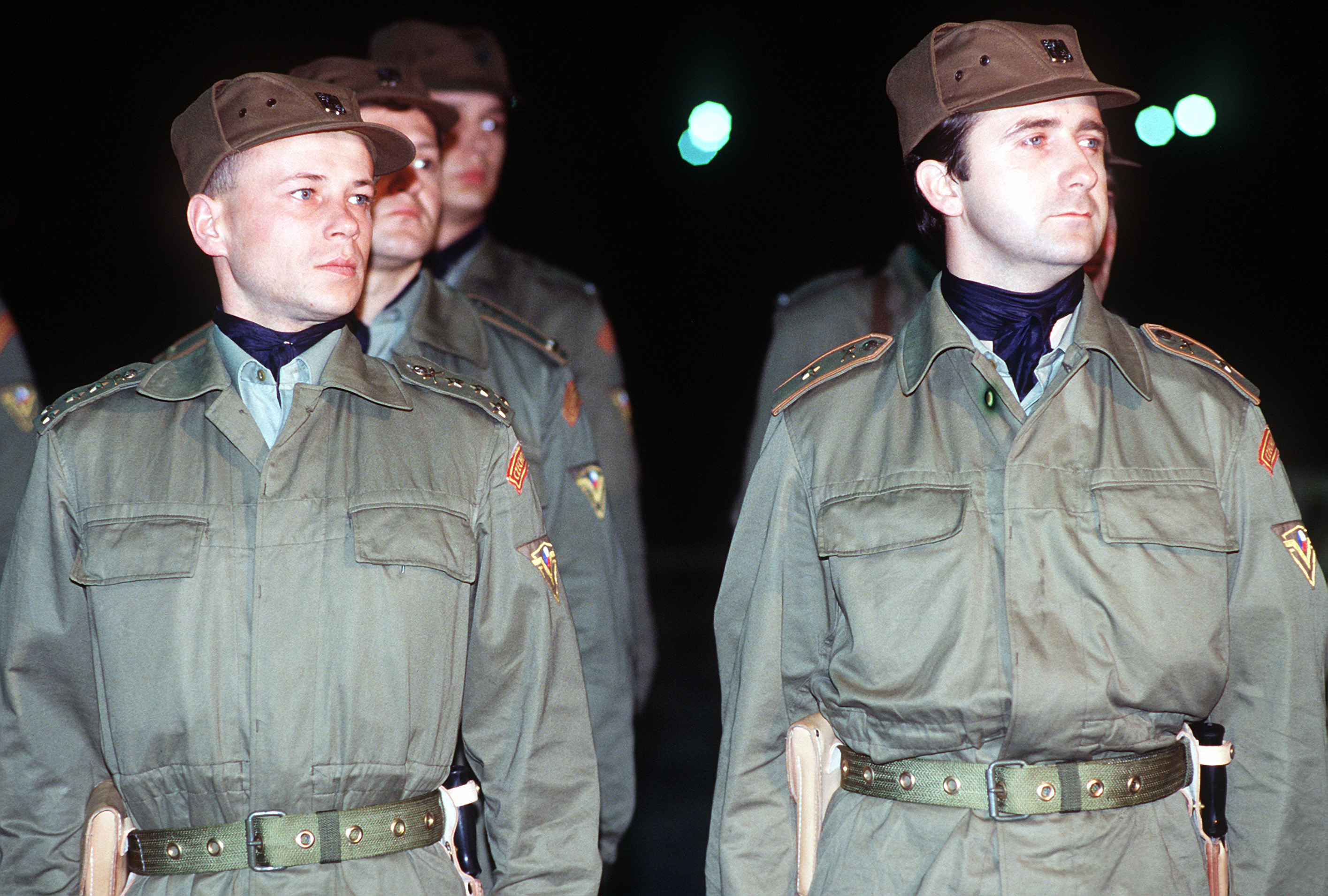
チェコスロバキアの湾岸派遣部隊

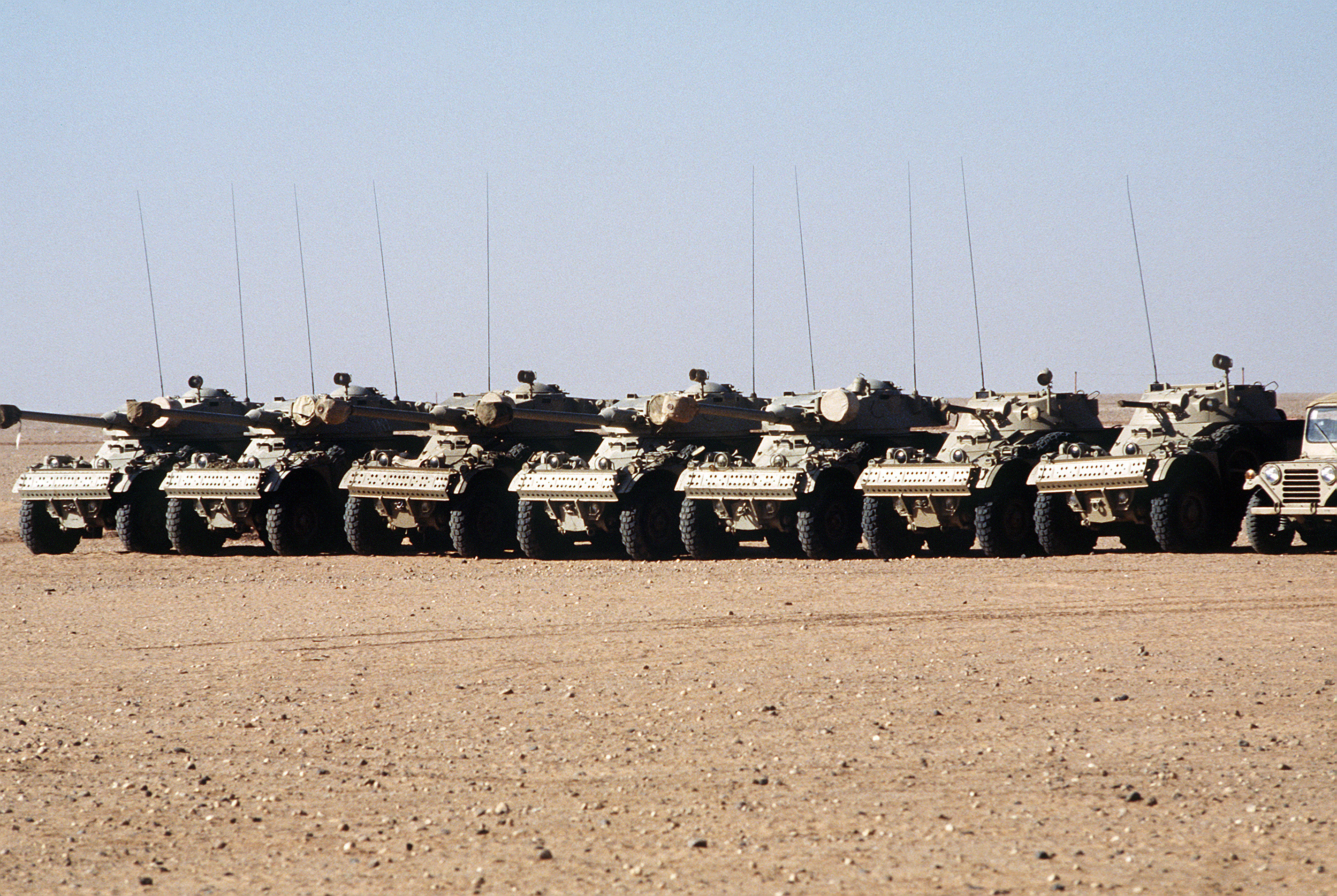
湾岸戦争でのニジェール軍のAML装甲車部隊

湾岸戦争時に編成された多国籍軍には様々な国の軍が参加・参戦しているが、その国の内訳に関しては資料によって異なる。そのため、ここではいくつかの資料から多国籍軍参加国を挙げていく。
クウェートの感謝広告
戦後にクウェートがアメリカの新聞『ワシントン・ポスト』に掲載した感謝広告による多国籍軍は以下の通り。
アルゼンチン、オーストラリア、バーレーン、バングラデシュ、ベルギー、カナダ、チェコスロバキア、デンマーク、エジプト、フランス、ドイツ、ギリシャ、イタリア、クウェート、モロッコ、オランダ、ニュージーランド、ニジェール、ノルウェー、オマーン、パキスタン、ポーランド、カタール、サウジアラビア、セネガル、スペイン、シリア、UAE、イギリス、アメリカ。
クウェートの感謝切手
上記と同様に戦後クウェートが発行し感謝切手に掲載した感謝広告による多国籍軍は以下の通り。
スウェーデン、ソ連、アメリカ、クウェート、サウジアラビア、国連、シンガポール、フランス、イタリア、エジプト、モロッコ、イギリス、フィリピン、UAE、シリア、ポーランド、オーストラリア、日本、ハンガリー、オランダ、デンマーク、ニュージーランド、チェコスロバキア、バーレーン、ホンジュラス、トルコ、ギリシャ、オマーン、カタール、ベルギー、シエラレオネ、アルゼンチン、ノルウェー、カナダ、ドイツ、韓国、バングラデシュ、ブルガリア、セネガル、スペイン、ニジェール、パキスタン。
アメリカ側の資料
アメリカ側の資料に基づく多国籍軍は以下の通り。
アフガニスタンのムジャーヒディーン、アルゼンチン、オーストラリア、バーレーン、バングラデシュ、ベルギー、カナダ、チェコスロバキア、デンマーク、エジプト、ドイツ、ギリシャ、ハンガリー、ホンジュラス、イタリア、クウェート、モロッコ、オランダ、ニュージーランド、ニジェール、ノルウェー、オマーン、パキスタン、ポーランド、ポルトガル、カタール、サウジアラビア、セネガル、韓国、スペイン、シリア、トルコ、UAE、イギリス、アメリカ、ソ連、ルーマニア。
その他の資料
その他個別の資料にも多国籍軍参戦国は示されている。アメリカ国務省によると、ルクセンブルクは湾岸戦争での財政支援や平和維持活動を行った。また別の資料によるとガンビアが部隊を派遣した他、タイ王国やザイールが参戦したとの資料やマレーシアが参戦したという資料も存在する。また当時の日本は憲法上自衛隊を国外に派遣する事が出来ず、そもそも当時の自衛隊には輸送能力が無かったため民間船を政府が借り入れて新会社を設立し、軍事物資や兵員、食料、水、医薬品等の輸送任務を行った。そしてこのような船は「中東貢献船」と呼ばれ「平戸丸」や「きいすぷれんだあ」「シービーナス」といった船が活躍した。

### 各国の参戦部隊

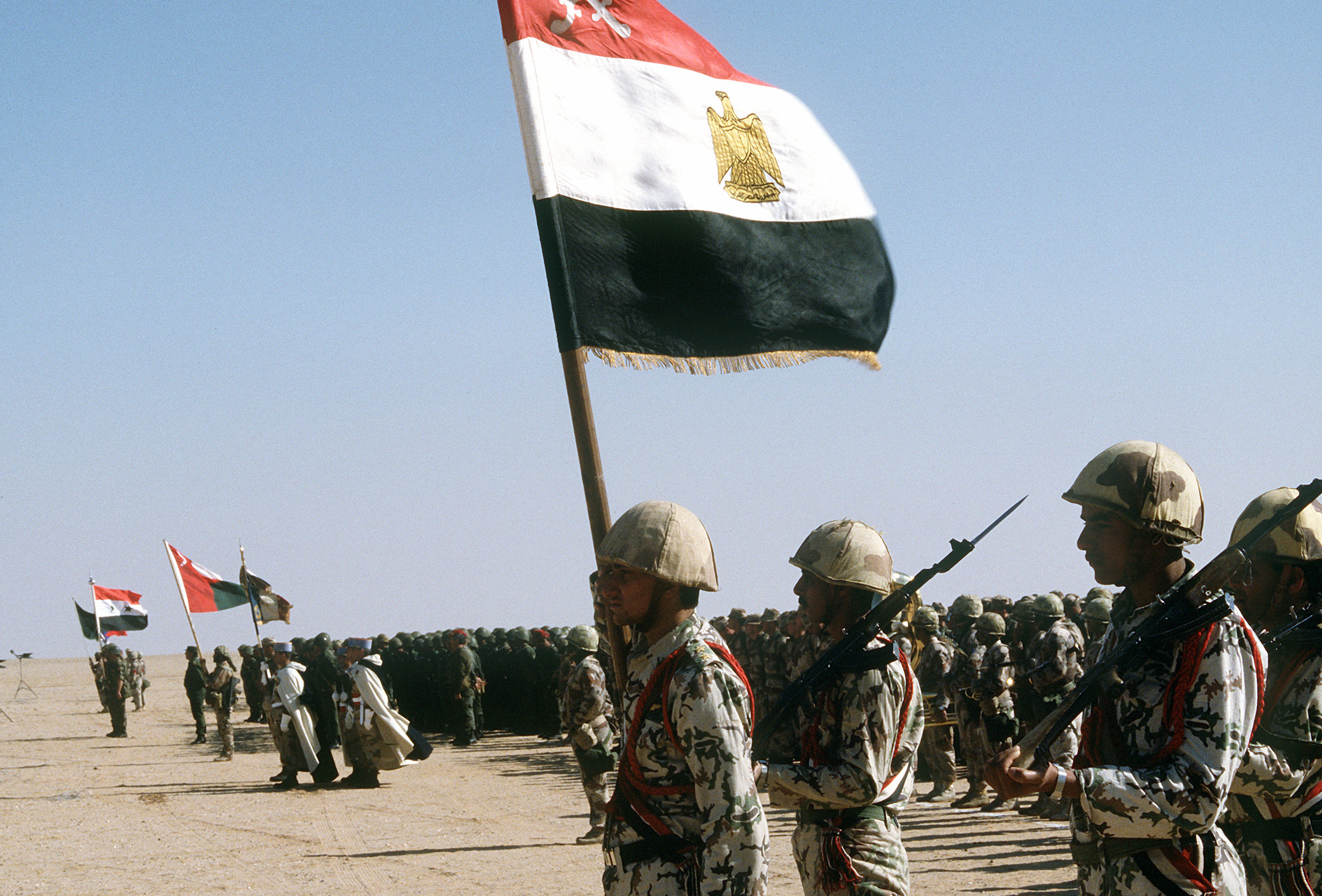
作戦終了後に整列した多国籍軍の兵士たち。手前から奥にエジプト、フランス、オマーン、シリア等の各部隊。

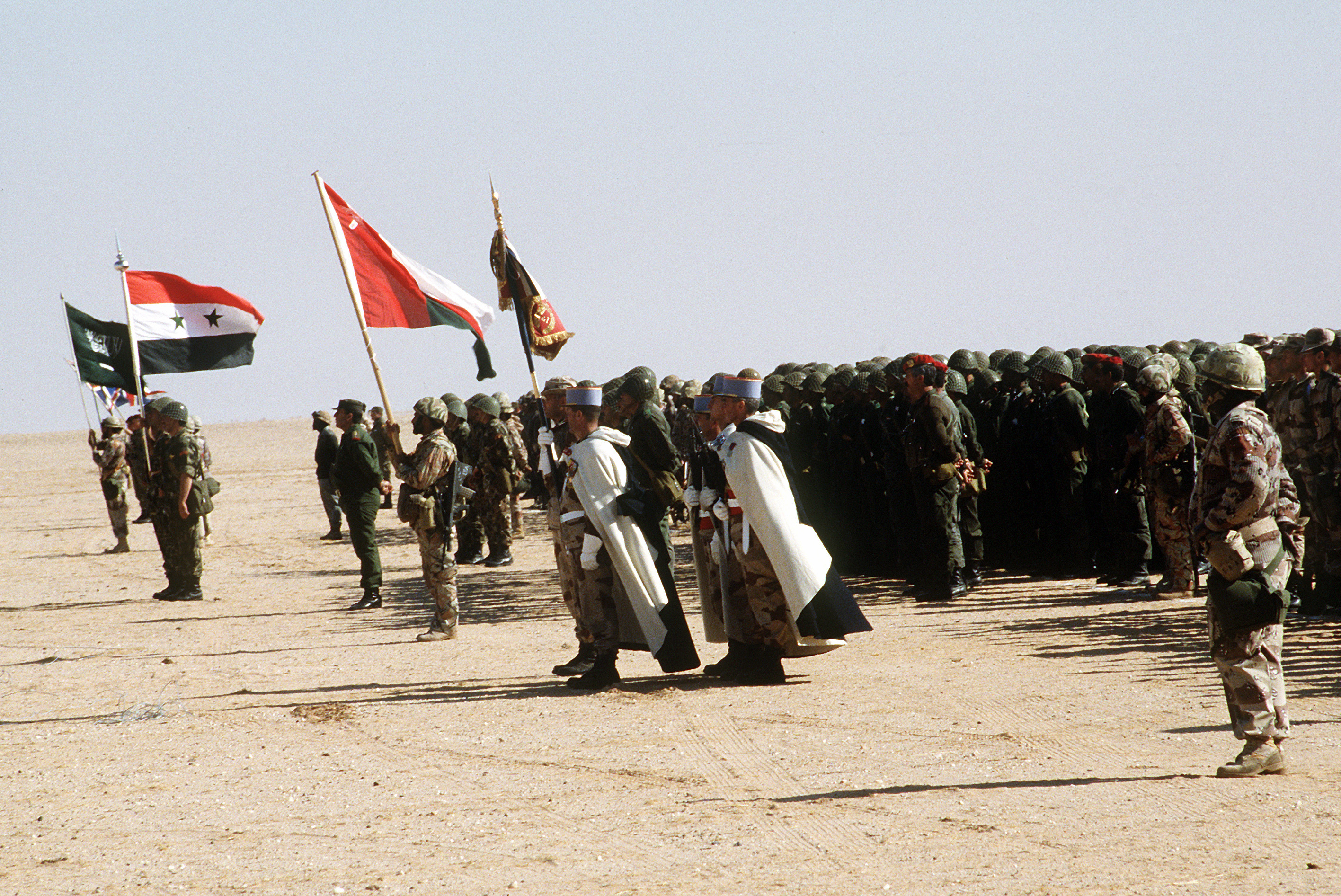
同じく作戦後の多国籍軍。手前から奥にフランス、オマーン、シリア、サウジアラビア、イギリスの各部隊。

戦後の多国籍軍。手前から奥にモロッコ、クウェート、ニジェール、セネガル、フィリピンの各部隊。

湾岸戦争の多国籍軍は、「多国籍軍」とはいっても開戦時の兵力680,000人の内540,000人がアメリカ軍の将兵たちであり、その内実はほぼアメリカ軍であった。とは言えあくまでも多国籍軍であり、その名の通り多国籍の軍隊・部隊によって構成されていた。なお湾岸戦争の多国籍軍に参加した国々は30か国を超えるが、実際の戦闘作戦である砂漠の嵐作戦や砂漠の剣作戦で戦闘部隊を出撃させたのはアメリカ以外では欧米諸国・旧西側諸国ではイギリス、フランス、カナダ、イタリアの4か国のみで、またアラブ世界・イスラム世界では主力として大部隊を派遣したサウジアラビア、エジプト、シリアや航空作戦で空軍が多数のソーティーを記録したクウェート、バーレーン、アラブ首長国連邦、カフジの戦闘でサウジアラビア等と共に戦車戦を展開したカタールといった国がある。しかし前述のように主力の一部を務めたシリア軍に関しては、シリア空軍はイラクと同じソ連製装備を使用しているため混乱を防ぐ目的で空軍は作戦には参加しなかった。他の国々の部隊は、海上封鎖などの防衛的任務に従事した。ここでは、アメリカ陸軍戦略大学の教員が発行した資料(Englehardt 1991)を基に、多国籍軍参加・参戦国別の参戦部隊について解説する。
アメリカ合衆国
アメリカ中央軍将兵532,000人、戦車2,000両、作戦機1,800機以上、艦艇120隻参戦。
内第3軍280,000人、アメリカ海兵隊25,000人。
同中央海軍80,000人、戦闘爆撃機400機以上、艦艇120隻以上。
同中央海兵隊90,000人、また兵員18,000人と艦艇31隻。
同中央空軍50,000人、作戦機1,200機。
アフガニスタン
ムジャーヒディーン（イスラム戦士）300人。
アルゼンチン
450人、フリゲート艦2隻。
オーストラリア
ミサイルフリゲート艦、駆逐艦、情報収集艦それぞれ1隻ずつ。
バーレーン
3,500人。
バングラデシュ
2,000人。
ベルギー
掃海艇2隻、トルコに戦闘部隊を派遣。
カナダ
1,700人、駆逐艦2隻、CF-18 ホーネット等戦闘機30機以上。
チェコスロバキア
兵員200人、医療部隊150人。
デンマーク
コルベット艦1隻。
エジプト
40,000人、戦車400両。
フランス
兵員20,000人、艦艇14隻、作戦機75機以上、戦車350両。
ドイツ
トルコに戦闘機部隊を派遣。
ギリシャ
紅海にフリゲート艦1隻派遣。
ハンガリー
医療部隊40人、空軍部隊。
ホンジュラス
150－350人。
イタリア
艦艇4隻、戦闘機8機、トルコに戦闘部隊を派遣。
クウェート
7,000人。陸軍4,500人、作戦機35機。
モロッコ
2,000人。
オランダ
フリゲート艦2隻、トルコに戦闘部隊を派遣。
ニジェール
メディナとメッカの聖地を防衛する部隊480人。
ノルウェー
巡視船1隻。
ニュージーランド
C-130輸送機2機。
オマーン
25,500人、戦車75両、巡視船12隻、作戦機50機。
パキスタン
10,000人。
ポーランド
艦艇2隻、医療部隊。
ポルトガル
イギリス軍を支援する海上部隊。
カタール
兵員7,000人、戦車24両、艦艇9隻、作戦機19機。
サウジアラビア
陸軍38,000人、国家警備隊56,000人、空軍16,500人、戦車550両、作戦機180機、フリゲート艦8隻。
セネガル
500人。
ソビエト連邦
艦艇2隻。ただしアメリカ率いる多国籍軍の指揮下には入らないとした。
スペイン
コルベット艦2隻、駆逐艦1隻。監視任務を行った。
シリア
サウジアラビアに19,000人と特殊部隊2,000人、武装民間船300隻、イラクとの国境に50,000人、UAEに2,000人。
トルコ
フリゲート艦2隻、イラクとの国境に120,000人。先頭には参加しなかったが防衛的任務を行い、自国内のNATO軍を防衛するなどした。
アラブ首長国連邦
陸軍40,000人、空軍1,500人、海軍1,500人、戦車200両、作戦機80機、艦艇15隻。
イギリス
42,000人、艦艇16隻、作戦機58機
以上

## 呼称の変動
日本では英語名を訳した「湾岸戦争」が開戦直後に定着した。ペルシャ湾に面したクウェートが戦場になったことから名づけられたと見られ、ほとんどの国が訳語を使用している。イラクのクウェートへの侵攻から始まったことから、「イラク戦争」と呼ぶ人もおり、2003年のイラク戦争を受け、こちらを第一次イラク戦争、後者を第二次イラク戦争とも呼ぶ。また、2003年のイラク戦争の事を「第二次湾岸戦争」と呼び、こちらを第一次湾岸戦争と呼ぶ人もいる。
一方のイラクでは、多国籍軍が30か国ほどで結成されたことから「30の敵戦争」、或いは当時のイラクのフセイン大統領が「アラブ (イスラーム) 対イスラエルとその支持者 (アメリカやキリスト教国などの異教徒) 」と位置付けたこともあり、当時のアメリカの大統領の名前を取って「ブッシュ戦争」などと呼んでいた。
アラブ諸国では、イラン・イラク戦争を第一次湾岸戦争として、こちらを第二次湾岸戦争 (حرب الخليج الثانية)、あるいは過去4度の中東戦争との関連で第五次中東戦争と呼ぶことがある。
また、メディアによるリアルタイムの報道映像は、ミサイルによる空爆をテレビゲームのように映し出し、世界的には「ニンテンドー戦争」（Nintendo War）とも呼ばれた。日本国内では「テレビゲーム戦争」と報道された。

### 作戦名
ほとんどの連合軍諸国は、自らの作戦及び戦闘を様々な名称で呼んだ。これらはアメリカ軍による「砂漠の嵐」をはじめ、しばしば戦争全体を表す名称として誤って使われる。
- 砂漠の盾作戦 - 1990年8月2日から1991年1月16日にかけて行われた、アメリカによる、戦力増強及びサウジアラビア防衛の作戦名。
- 砂漠の嵐作戦 - 1991年1月17日から1991年4月11日にかけてのエアランド・バトル。
- ダゲ作戦（英語版） - フランス軍による作戦名
- フリクション作戦（英語版） - カナダ軍の作戦名
- ロクスタ作戦（英語版） - イタリアの諸作戦
- グランビー作戦（英語版） - イギリス軍の諸作戦
- 砂漠の送別作戦（英語版） - 1991年のクウェート解放後のアメリカ軍部隊および装備のアメリカ合衆国本国への帰還作戦。しばしば「砂漠の平穏作戦」[注 6]と呼称される
- 砂漠の剣作戦[注 7] - 1991年2月24–28日、「砂漠の嵐作戦」の一部として行われた、アメリカ軍によるクウェート地域のイラク軍への「100時間戦争」[注 8]。 砂漠の剣作戦の初期においては、デザート・ソード作戦[注 9]とも呼ばれた。

これらに加え、各々の戦闘の各段階には、個々に作戦名が与えられた可能性がある。